# 蘋果日報 (香港)
《蘋果日報》（英語：Apple Daily）曾經是香港上市公司壹傳媒旗下的繁體中文報紙，由黎智英于1995年6月創立，是香港的主要中文報章。2021年6月24日，由於香港特區政府以《中華人民共和國香港特別行政區維護國家安全法》拘捕多名高層並凍結《蘋果日報》资金流，導致其資金斷鏈，已被迫停刊。
《蘋果日報》自創立以來，即以八卦新聞聳動吸睛的標題、赤裸寫實的圖片和極具爭議性的新聞報道等闖出名氣，並全港首創全份全彩色印刷，在當時屬劃時代創舉。1997年香港主權移交後，也是少數仍然持續批評和評論中華人民共和國政府、香港特區政府及建制派的報章，又以削價競爭方式將銷量在短時間裡推至高峰，《蘋果日報》吸引了大批讀者支持，憑藉這股氣勢，擊垮了不少同業，成為暢銷報章之一。2003年5月2日，壹傳媒更進入台灣市場，發行了《蘋果日報》台灣版。在香港媒體界中，其敢言且報道鮮明，引入狗仔隊、色情血腥的撰寫手法及世俗選材，儘管社論引發的爭議不斷，但較開放的撰寫風格也因此被民主派支持者普遍认为是香港唯一或少數未被“染红”的媒体，并因其反共立場一直在中國大陸处于被封禁状态。自《港區國安法》施行起，蘋果日報就因被指涉嫌違反國安法而於2020年8月、2021年6月兩度遭搜捕，後被保安局凍結資產，已無力出刊，陷入經營危機，2021年6月24日香港《蘋果日報》宣告停止26年來的業務。事件廣受國際社會关注，21個國家認為此事是利用國安法壓制新聞界，破壞香港高度自治和人權與自由。

## 歷史

### 創刊

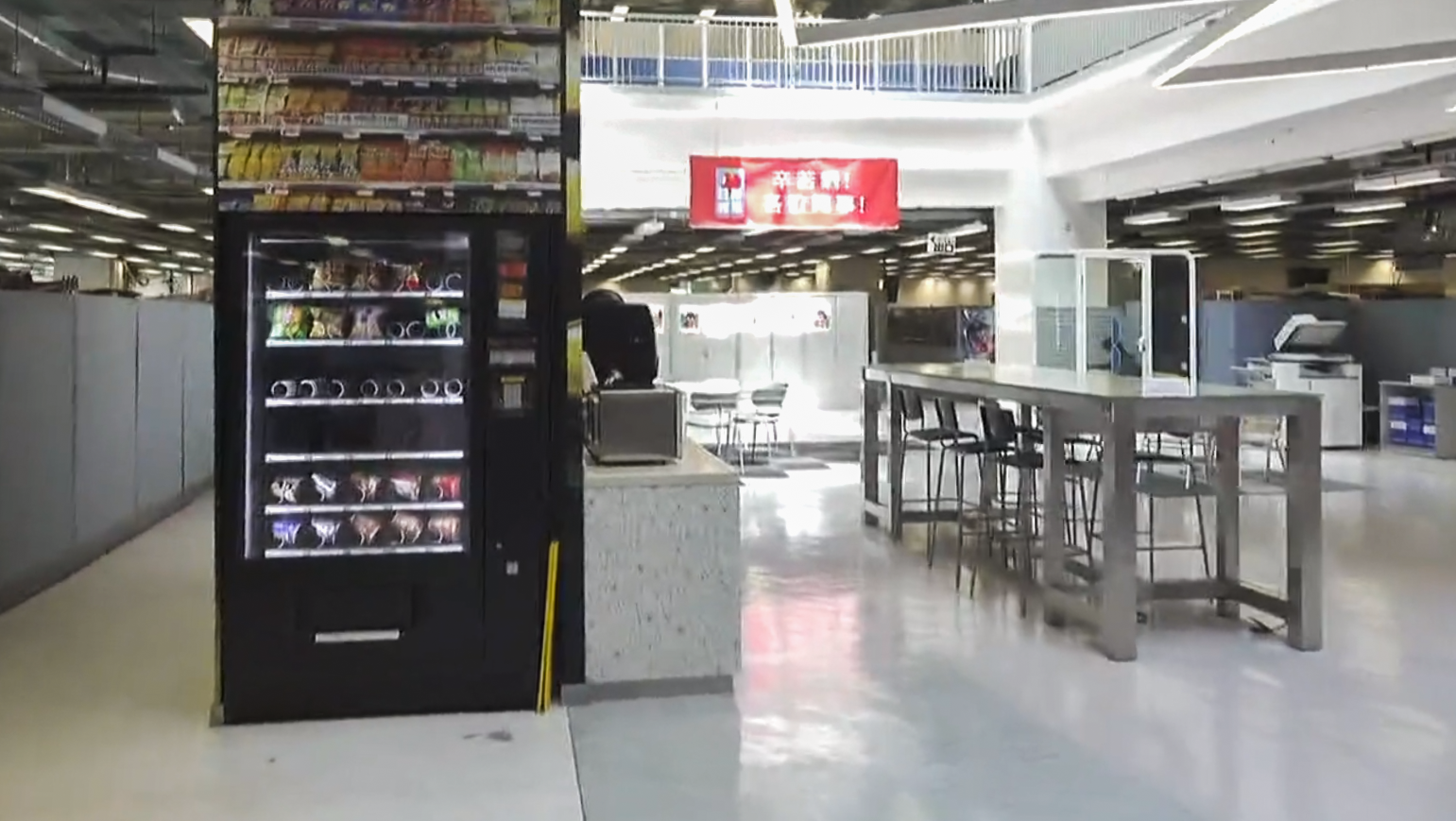
蘋果日報大樓中庭茶水間

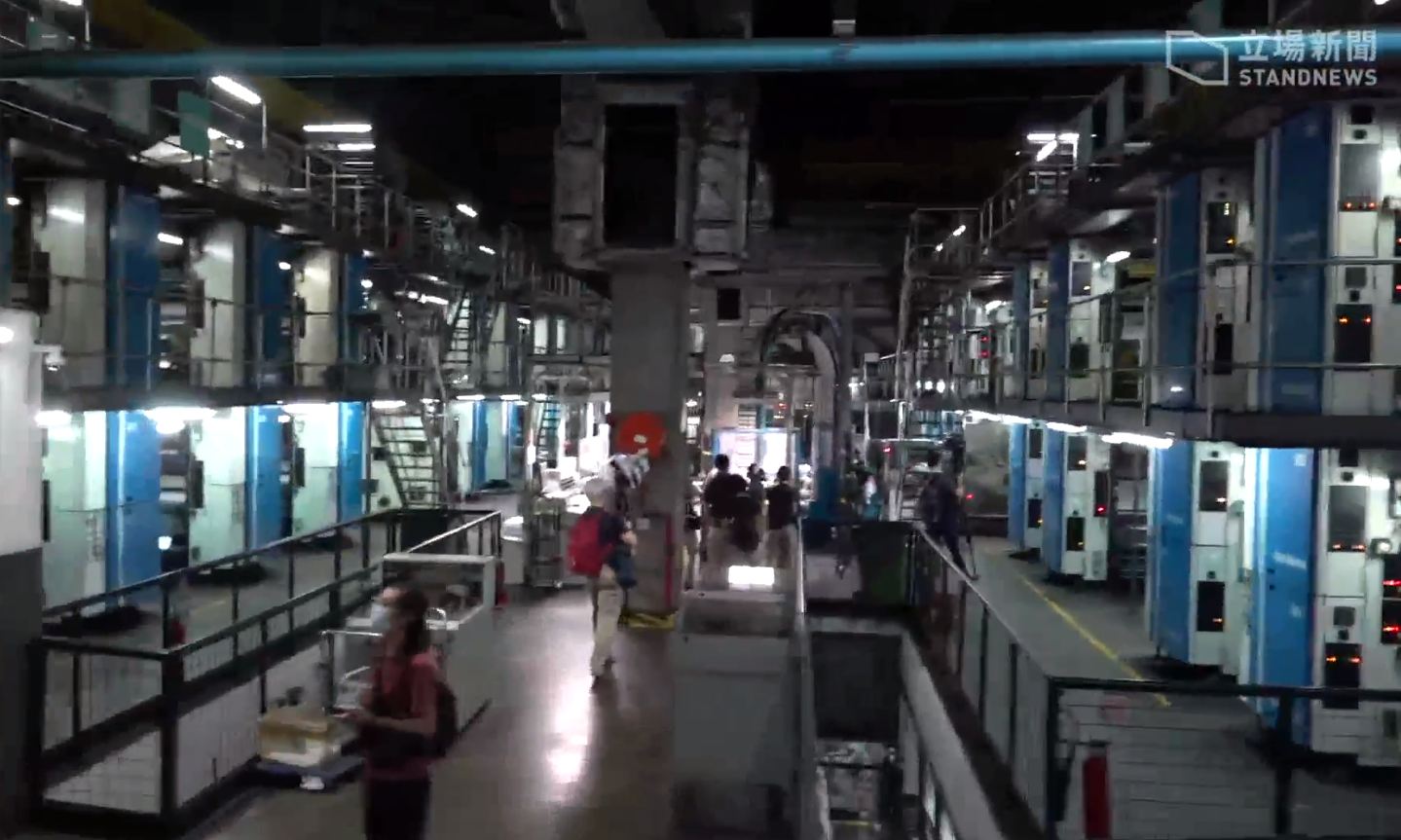
總部大樓設有集團旗下印刷廠房

《蘋果日報》（以下简称“《蘋果》”）在1995年6月20日於香港創刊，隨即引發香港報業一波殺戮戰；《蘋果》剛開始時使用減價策略，同時在7-11便利店賣出報紙時附送一個大蘋果。當時香港一份報紙約港幣五元，但是《蘋果》一份只要兩元，又隨報附送優惠券，迅速在幾個月裡把日銷量推高，這場「割喉戰」令多份報章相繼停辦，包括《星島晚報》及《新晚報》。隨著銷售穩定，《蘋果》才逐步將價格調回五元。《蘋果》着重圖片及奪目標題，採用當時香港報章所沒有的全份全彩印刷作賣點。過去香港的報紙，頭版通常放廣告，尤其是房地產廣告。但是《蘋果》卻打破了這項不成文的規矩，在頭版擺放大型圖片及新聞標題，這風格亦陸續影響其他香港報章。《蘋果》的變革及削價吸引大量讀者，很快就成為了暢銷報章之一；其它傳統報章也仿傚蘋果的風格，部分老牌報章因為抵受不住競爭，像歷史悠久的《華僑日報》、《快報》和《香港聯合報》在《蘋果日報》創刊前後相繼結業。
《蘋果日報》報紙的名稱是黎智英所構思，他說：「假如夏娃當初不是咬了禁果一口，世上就沒有罪惡，也沒有是非，當然也不會有新聞。」蘋果創刊時的電視廣告中，黎智英口中咬著蘋果時說下金句：「每日一蘋果，冇人呃到我！（没人能騙我！）」。
1997年1月11日，《蘋果日報》官方網站正式啟用。1998年3月17日，《蘋果》辦公室由長沙灣搬遷至將軍澳工業邨的壹．蘋果大樓，面積較以往大不少。大樓樓高5層，設有飯堂、健身室和桑拿室。而天台設有花園、泳池和籃球場。大樓亦設有集團旗下百樂門印刷有限公司廠房。

### 業績持續下滑
《蘋果日報》由於其不怕權貴、敢言作風和鮮明政治立場，雖然獲大批讀者支持，但也承受被廣告商和中資企業封殺的後果，在前特首梁振英批評後，部分廣告商臨時抽起廣告，遭中資廣告商封殺，損失金額數以億計。在2014年商業電台訪問中，創辦人黎智英透露《蘋果日報》長年遭中資封殺，滙豐銀行、渣打銀行、東亞銀行3家本地大銀行突然大幅減少甚至取消廣告。
面對收入持續減少，《蘋果日報》在2019年9月開始推行收費訂閱制，讀者需付費才能閱讀主要內容，與此同時《蘋果》亦開拓多個自家新頻道，包括《果燃台》及《果GYM》等。黎智英於同年8月底接受《彭博商業周刊》訪問時指出，《蘋果》受打壓虧損多年，轉型計劃適逢遇上2019年反修例運動示威浪潮，訂閱制推出早期讀者顯得相當熱情，使壹傳媒有望可以繼續生存，試行期間更曾有逾100萬人付費，惟相隔8個月，《蘋果日報》在經歷2019年反修例事件後和2020年遭受COVID-19疫情打擊，經營持續出現困難，訂閱人數由80萬下跌至不足60萬，廣告收入幾乎歸零，黎智英雖已自己墊支5.5億元來支撐着，但經營仍困難，他現身動新聞影片中呼籲讀者支持訂閱。

### 停止營運

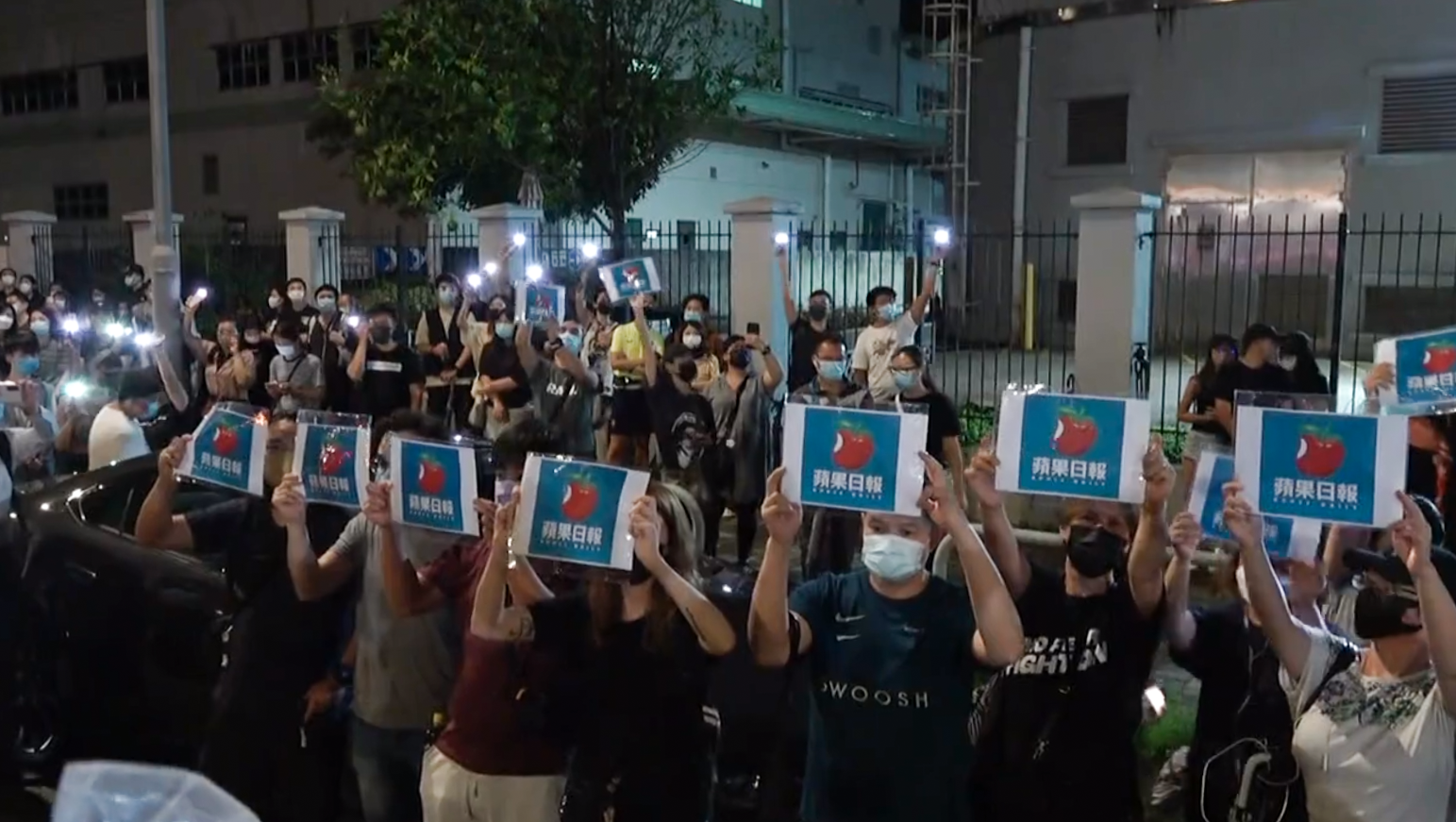
蘋果日報大樓外有大批市民聲援

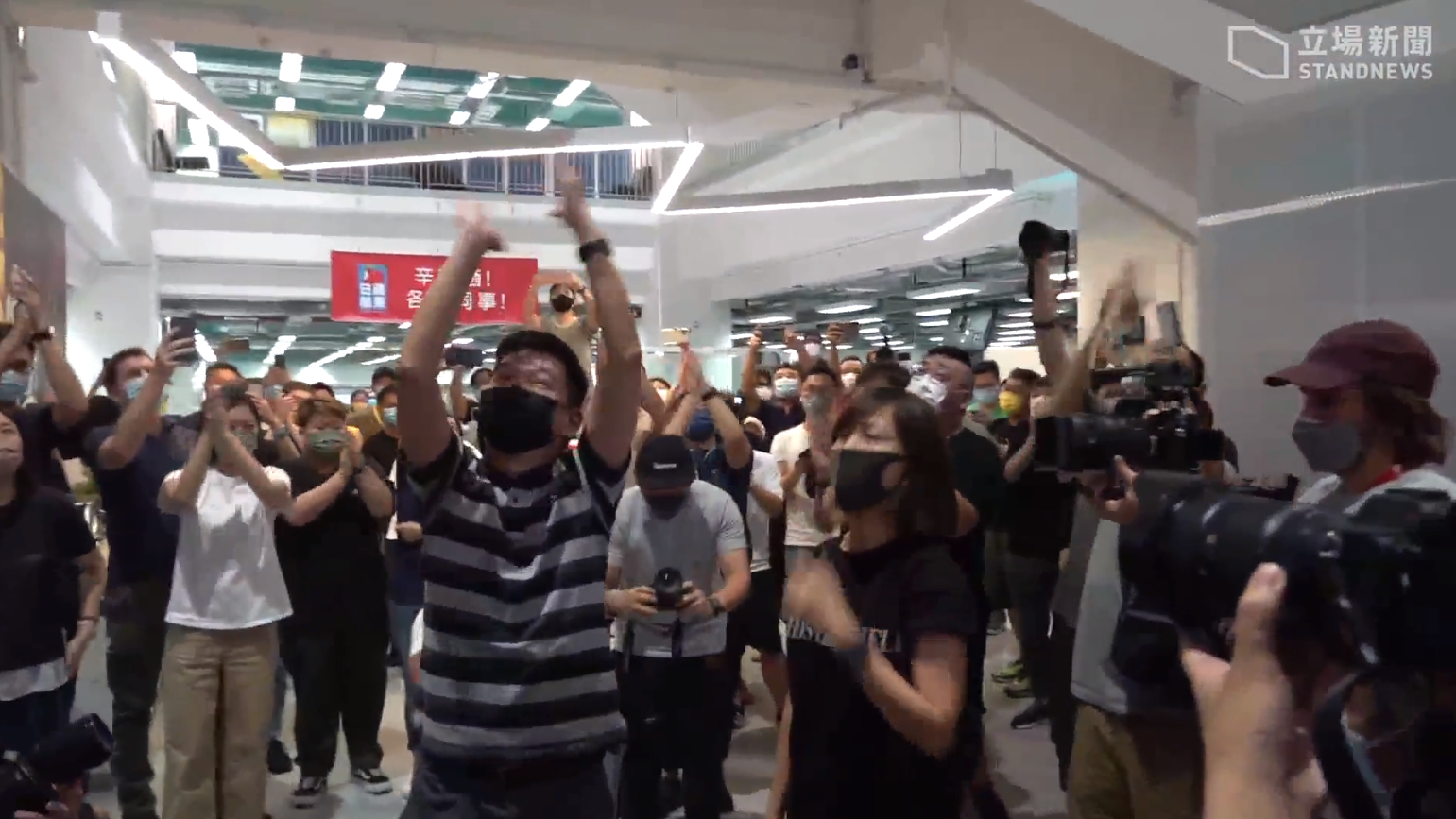
蘋果日報執行總編林文宗和副社長陳沛敏感謝員工的努力

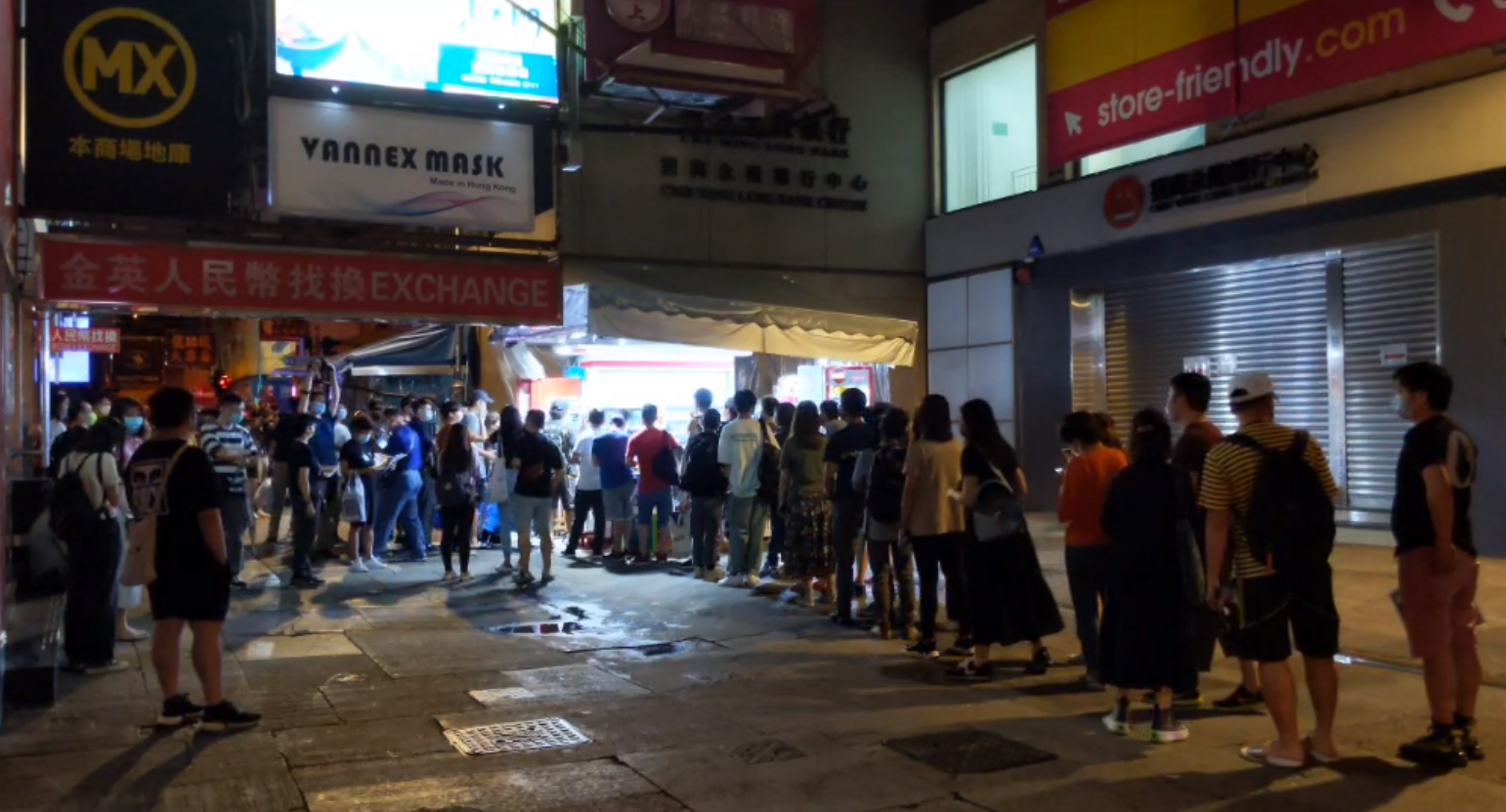
深夜1時許，大批市民在旺角報攤排隊購買《蘋果日報》

2020年8月10日，香港警務處國家安全處以違反國安法、欺詐等罪拘捕壹傳媒創辦人黎智英及營運總裁兼財務總裁周達權，又以涉嫌串謀欺詐拘捕壹傳媒集團行政總裁張劍虹，當天有逾200名警員持手令搜查將軍澳壹傳媒大樓。8月11日，《蘋果日報》及《蘋果動新聞》如常出版，蘋果日報加印至55萬份。

紙本版終刊號

2021年6月17日，警方國安處以涉嫌違反國安法拘捕壹傳媒及《蘋果》5名高層，包括壹傳媒行政總裁張劍虹、壹傳媒集團營運總裁周達權、《蘋果》副社長陳沛敏、總編輯羅偉光和蘋果動新聞平台總監張志偉。當天有逾500名警員持手令搜查將軍澳壹傳媒大樓，搜查令容許警方搜查新聞材料，並帶走電腦器材。警方國安處以涉嫌違反國安法凍結3間公司合共1800萬元資產，包括蘋果日報有限公司、蘋果日報印刷有限公司、蘋果互聯網有限公司，並要求7間銀行不可處理上述3間公司的銀行帳戶內財產。18日，《蘋果日報》及《蘋果動新聞》如常出版，《蘋果日報》加印至50萬份。6月20日，黎智英的美籍助手Mark Simon向《路透社》承認，報社資金陷入乾涸，現有資金不足以員工支薪或負擔印刷成本，最快在最近數天內《蘋果》要被迫停刊。6月21日，壹傳媒召開董事會商討應對方法，並發信要求保安局解凍資金以作員工支薪。新聞節目《9點半蘋果新聞報道》因大部分動新聞剪接離職而播出最後一集。22日，蘋果財經組因全體員工離職而停止運作。
2021年6月23日，壹週刊宣布結束營運，同日警方國安處以涉嫌違反串謀勾結外國或境外勢力危害國家安全罪拘捕《蘋果》社論撰寫員楊清奇（筆名李平）。同日壹傳媒有限公司董事會宣布，基於香港當前情況，《蘋果》印刷版不遲於6月26日（周六）最後一期結束，電子版亦不遲於6月26日晚上11時59分停用。
而因應壹傳媒集團董事局的公佈，《蘋果》於當日下午4時左右在其網頁內新聞報道中表示，該報管理層基於員工安全及人手考慮，決定午夜後即時停止運作，6月24日出版的將是最後一份實體報紙，將印刷破紀錄的 100 萬份，更會出版共12頁的特刊，網站將於同日午夜後停止更新並關閉。蘋果日報副刊-果籽，在同日晚上刊登停止運作通知並上載大量經剪接而未播出的動新聞影片。當天晚上，蘋果日報如常播放賽馬節目「賽馬直播｜競馬Fact Check」 此節目是直播九場HKJC香港賽馬會快活谷草地夜馬，提供即場貼士、AI模擬賽果及排隊馬，此節目是《蘋果》最後一個直播節目。有線新聞、香港電台、立場新聞及多間外國媒體通訊社均獲准進入蘋果日報大樓內直播最後一次《蘋果》校對工作。
蘋果日報網上版的最後一篇報道於晚上10時刊登，引述歐盟官網指出《蘋果》香港業務停止「清楚顯示國安法是如何被北京用來扼殺新聞和言論自由」。而最後一篇文章是國際新聞，內容是：《蘋果日報》國際即時新聞，將於6月24日凌晨起不再更新，讀者們珍重。
而壹傳媒大樓外，在下午傅振中聯同3人以「蘋果假新聞及毒新聞監察組」名義，到大樓外開香檳慶祝蘋果結業和香港終於「重光」，指出《蘋果》停運後，香港人終可以過有健康傳媒的日子。到晚上，大批市民冒雨到大廈外支持《蘋果日報》員工，包括多次向大樓內的員工大叫「加油」和「撐蘋果、支持蘋果」，而員工在大樓內揮動手機燈和「多謝香港人」回應。到凌晨約12時半，大批《蘋果》員工走到大樓外向聲援市民表示「多謝香港人」，蘋果副社長逐一向他們免費派發最後一期《蘋果》報紙，共計300份。
另外，負責管理將軍澳工業邨的香港科技園公司宣布，指《蘋果》印刷有限公司的運作涉及多項違規行為，因此按照契約條款採取行動，向公司發出違反契約條款通知，並啟動重收土地程序。
6月24日凌晨，《蘋果日報》網站、手機應用程式、Facebook和YouTube頻道已經停止更新，Facebook和YouTube頻道率先刪除內容和全面關閉，當中包括《壹周刊》、《果籽》和《飲食男女》等，讀者無法再查閱。網站及手機應用程式分別於凌晨12:40及凌晨1:30關閉。《蘋果日報》的過往報道只能透過網民自發備份的網上新聞資料庫如《果靈 · 聞庫》等訪問。
6月24日0时50分，首批《蘋果》於太子報社士多發售。56分，運載報紙車的《蘋果》抵達旺角，在旺角西洋菜南街與亞皆老街交界的報紙檔已經有逾千人排隊，購入最後一期《蘋果》，人龍圍繞附近大廈繞了一圈。排第一的讀者更帶同昨日（6月23日）的《蘋果》，於晚上10時左右已經到報紙檔外排隊。她形容是該報是「被」結束營業，感到匪夷所思和非常荒謬。到日間，香港多處都出現排隊買《蘋果》人龍，多間便利店已沽清。而阿布泰國生活百貨亦有購入《蘋果》，吸引讀者大排長龍等候購買。蘋果日報在停售前的公價均為港幣$10一份。部份報販即場坐地起價，網上更有人炒賣至$1,000一份。至下午，部分便利店的《蘋果》售罄且不會再添貨。當天下午6時半，一百萬份蘋果日報接近全數售出，同時宣佈不會再加印。
在澳門，亦有部分市民排隊購買《蘋果》。當地居民表示澳門大多傳媒自我審查下，有很多重大新聞事件，只能經過蘋果知悉，更指出在澳門有一些當地記者會報料給《蘋果》，讓澳門政府能夠正視問題。，亦有居民指蘋果與澳門官媒不同會憑良心辦報。
蘋果停止營運的消息受到國際社會關注。日本內閣官房長官加藤勝信表示深切關注事件，日本《產經新聞》的頭版刊登《蘋果日報》最後一期出刊的報道，並以中文〈朋友、蘋果，等你回來！〉為標題，發表社論。英國廣播公司、英國《衛報》、日本放送協會、美國有線電視新聞網和美國《紐約時報》等國際媒體亦有報導停刊一事。中华民国總統蔡英文亦在其Facebook頁面發文，對黎智英被拘留，資金遭斷和高層被捕感到很遺憾，表示「對九七後的香港人而言，蘋果日報不只是一份報紙，更是港人不畏強權、渴望民主、追求自由的灘頭堡。」到6月25日香港時間，美國總統拜登發聲明回應，稱《蘋果日報》的關閉是「媒體自由的悲哀之日」。他批評北京政府透過《港區國安法》，對香港加強打壓，是威脅言論自由。據《南華早報》報導稱，6月24日停刊後，香港保安局開出條件，報社只要交出所有員工個人資料，資金即可解凍，進而有機會復刊。一些《蘋果日報》員工對這一舉動表示反對，擔心個人資料披露可能會招致當局的報復。
蘋果日報停止營運後，其域名被塞爾維亞商人内博伊沙·武伊诺维奇（Nebojša Vujinović）搶註，該網站的內容是利用人工智能生成，以生活風格、科技和生日祝福創意相關的文章為主。該團隊目前已註冊了約2000個網站，每天用人工智能產生100到200篇文章。

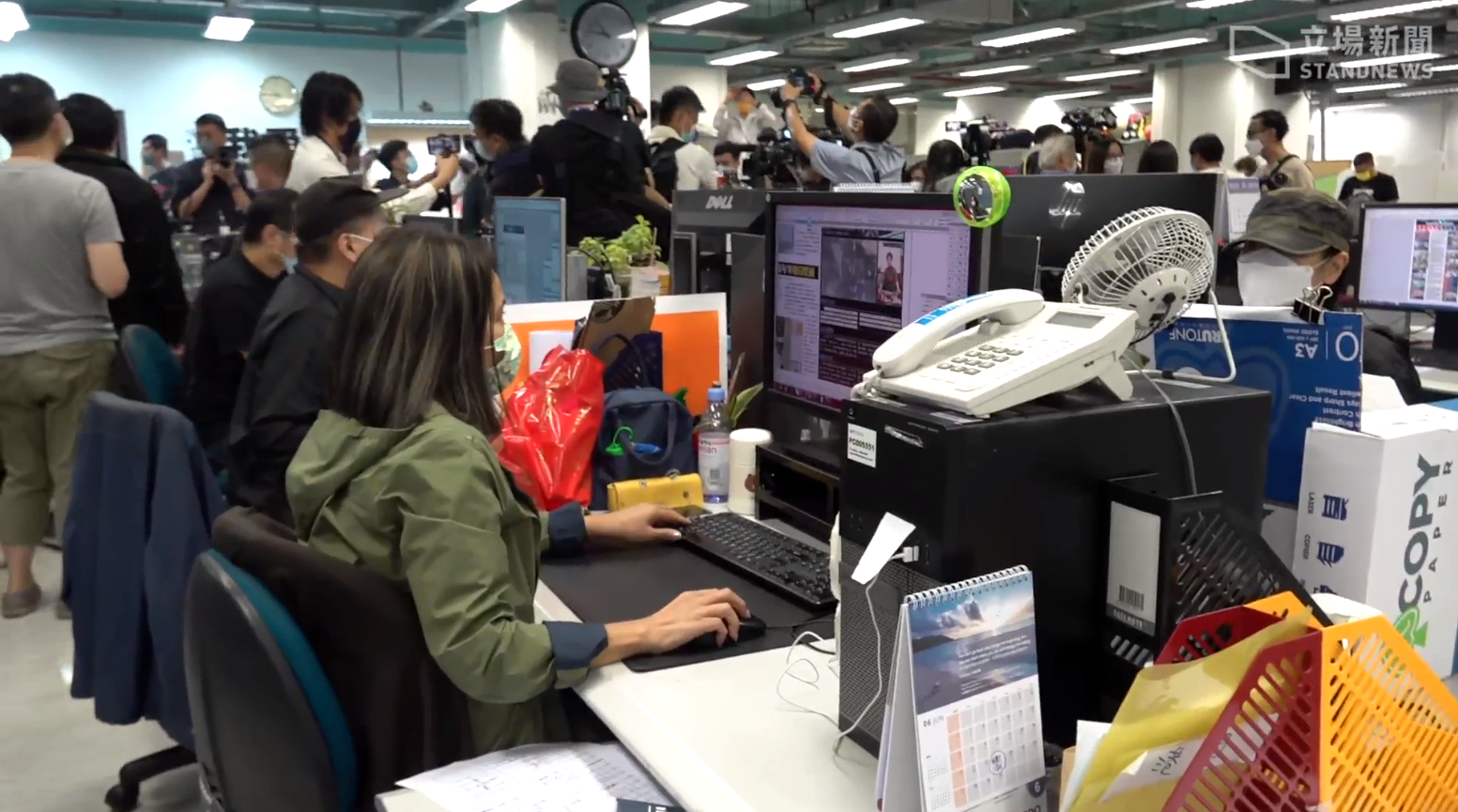
辦公室的員工準備最後的《蘋果日報》出版
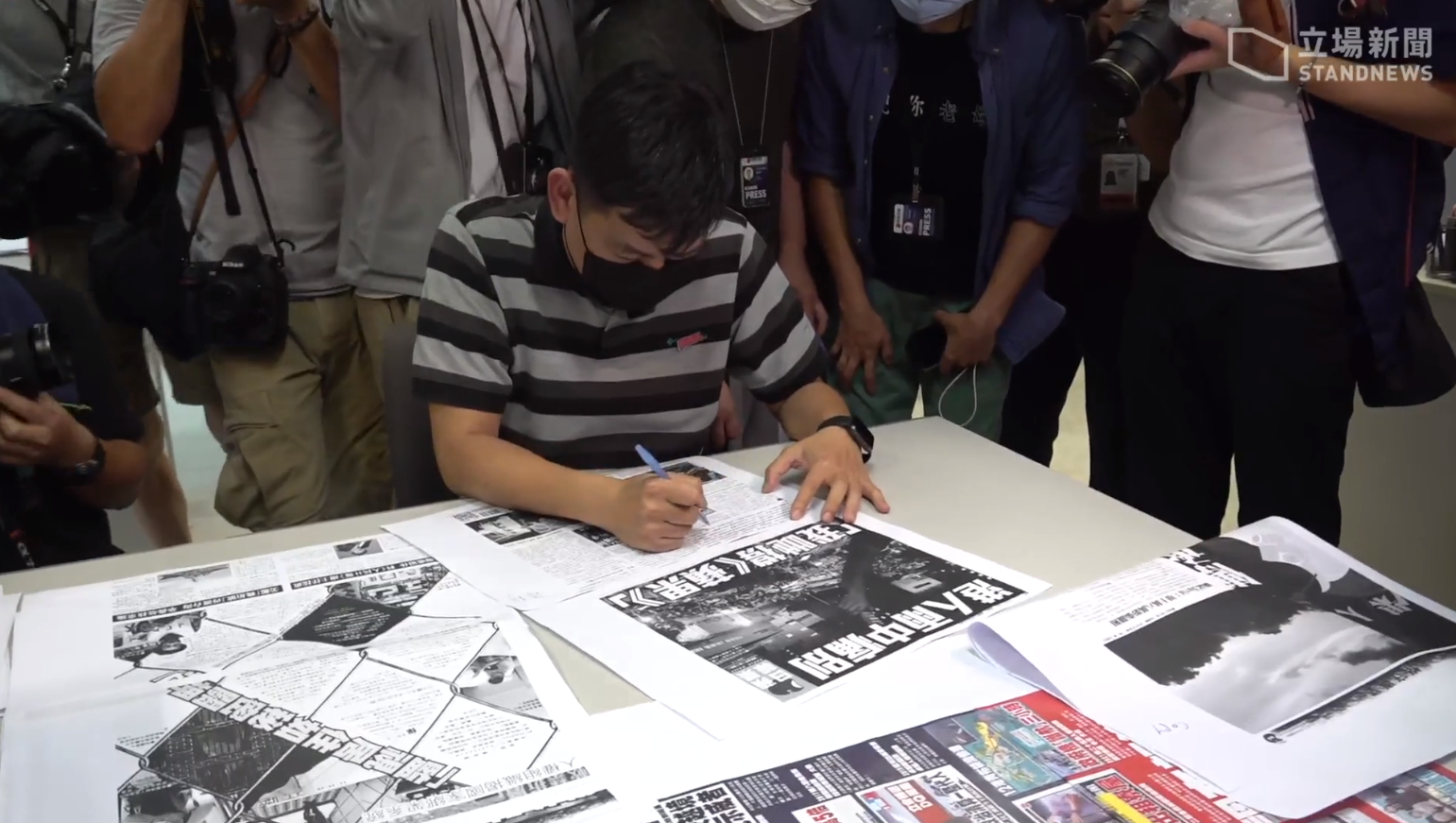
蘋果執行總編林文宗埋頭校對報紙和排版
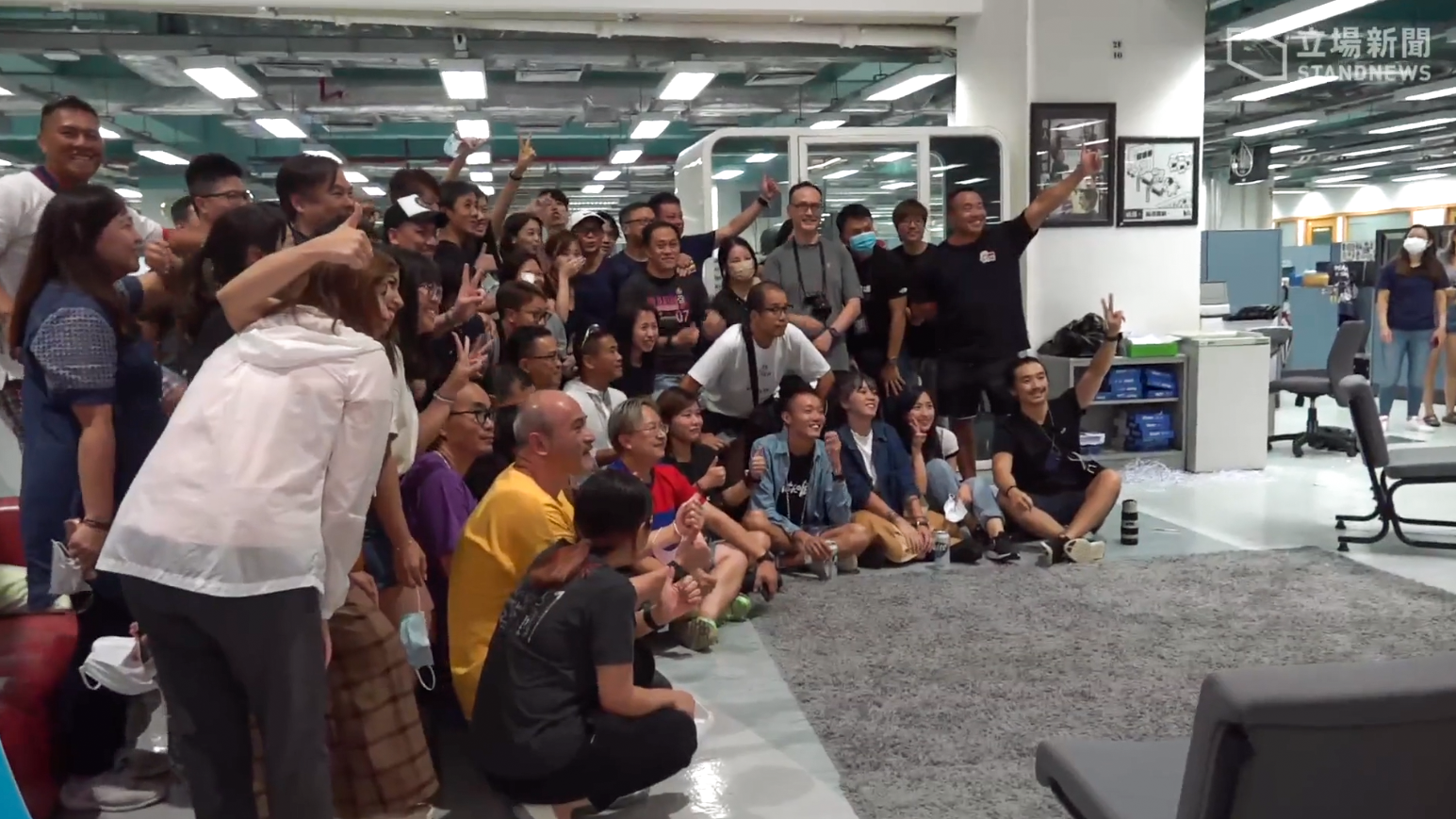
員工大合照留念
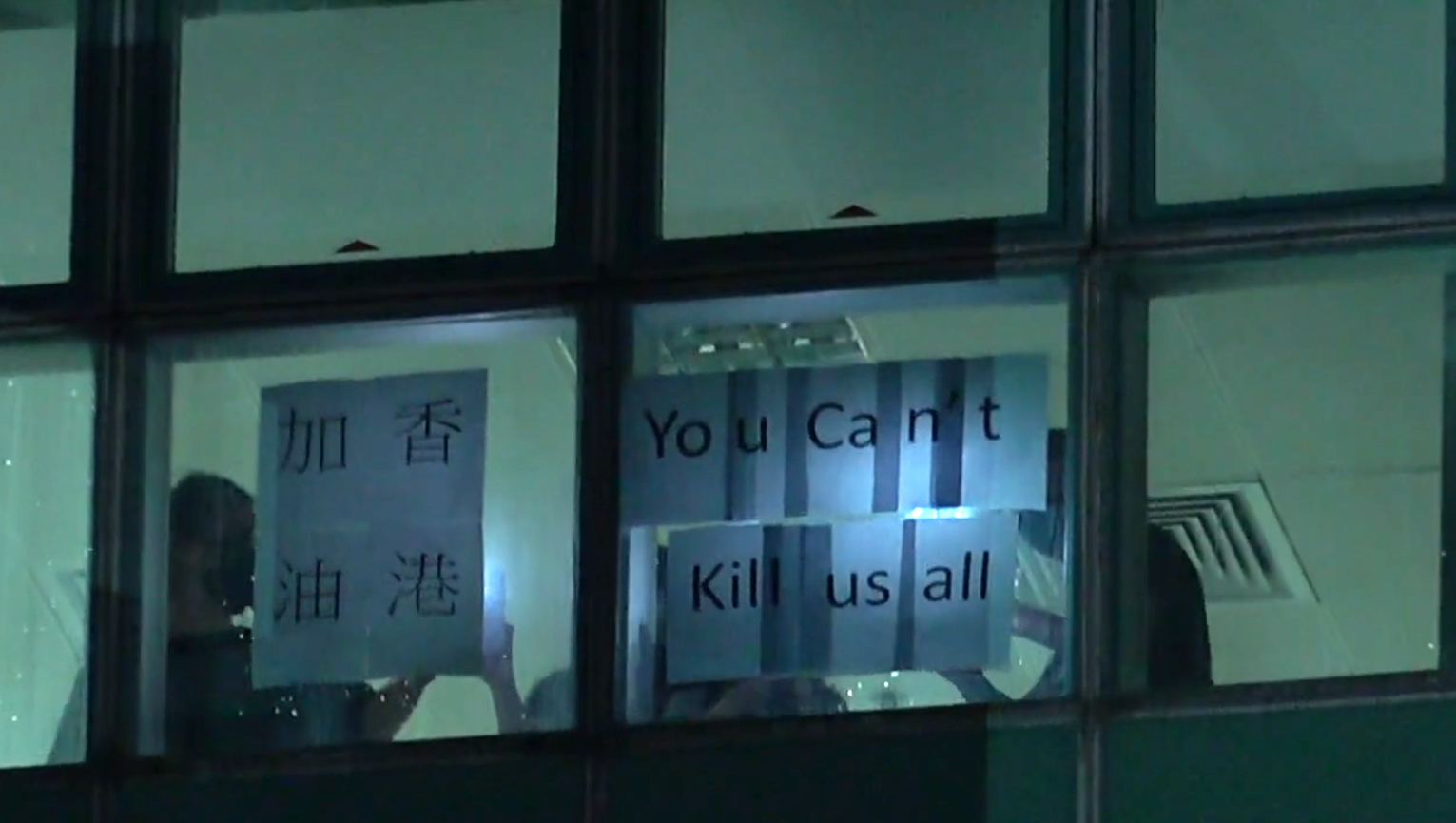
員工在大廈玻璃貼上字句
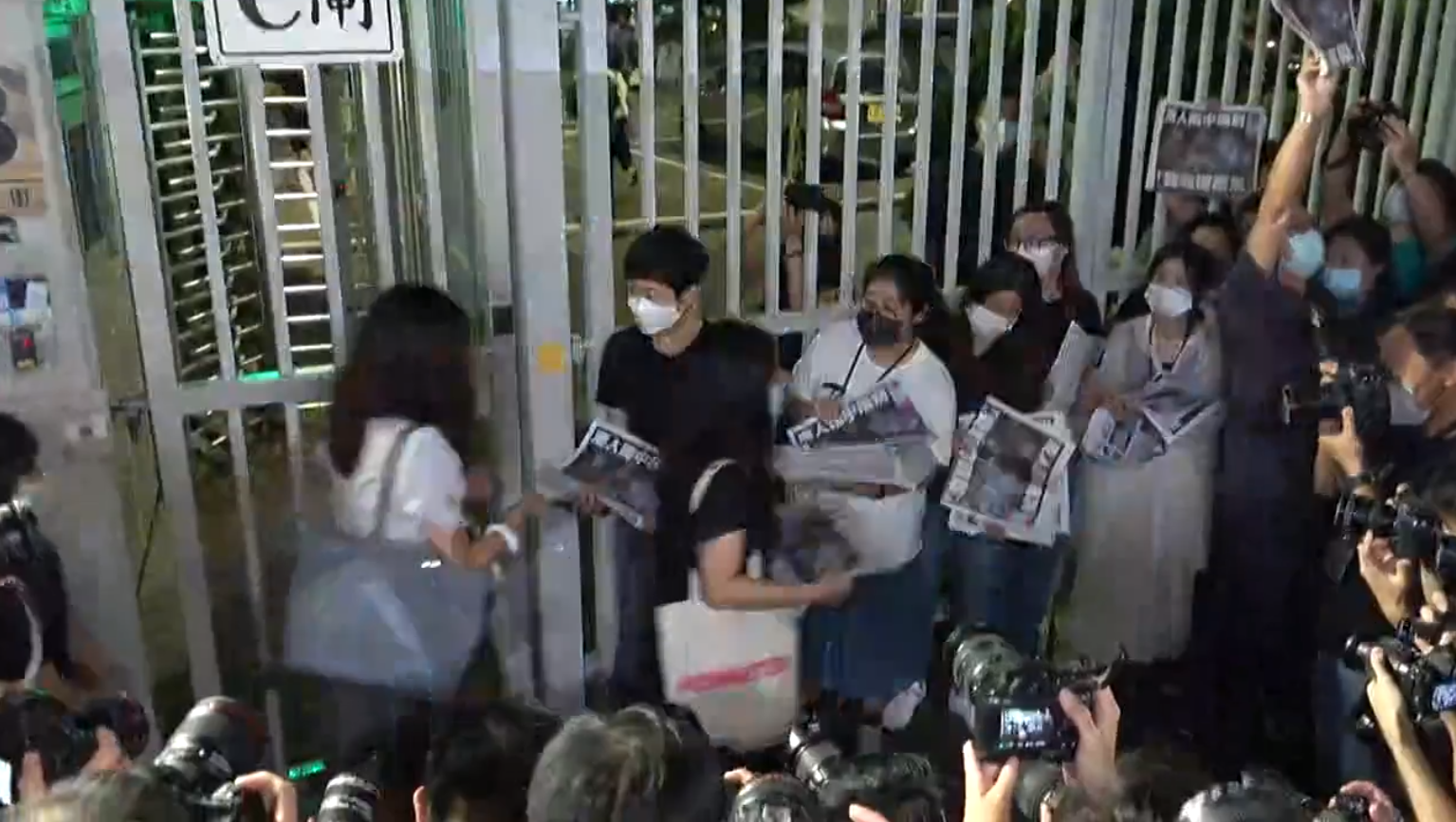
凌晨約12時半，大批《蘋果》員工走到大樓外向市民免費派發最後一期《蘋果》報紙
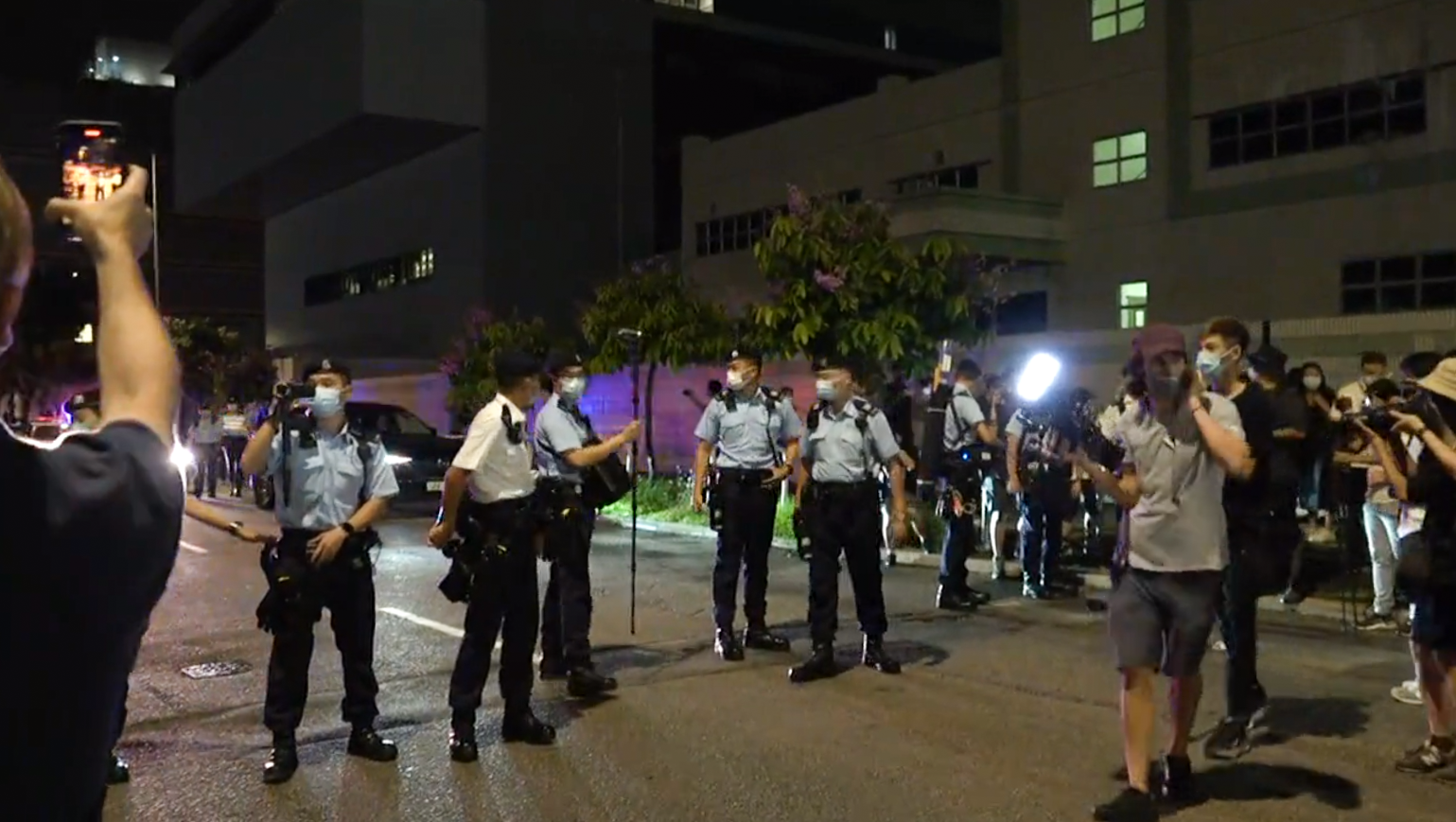
凌晨1時許，多名機動部隊警員到場要求市民離開，有警員舉機拍攝

## 內容風格

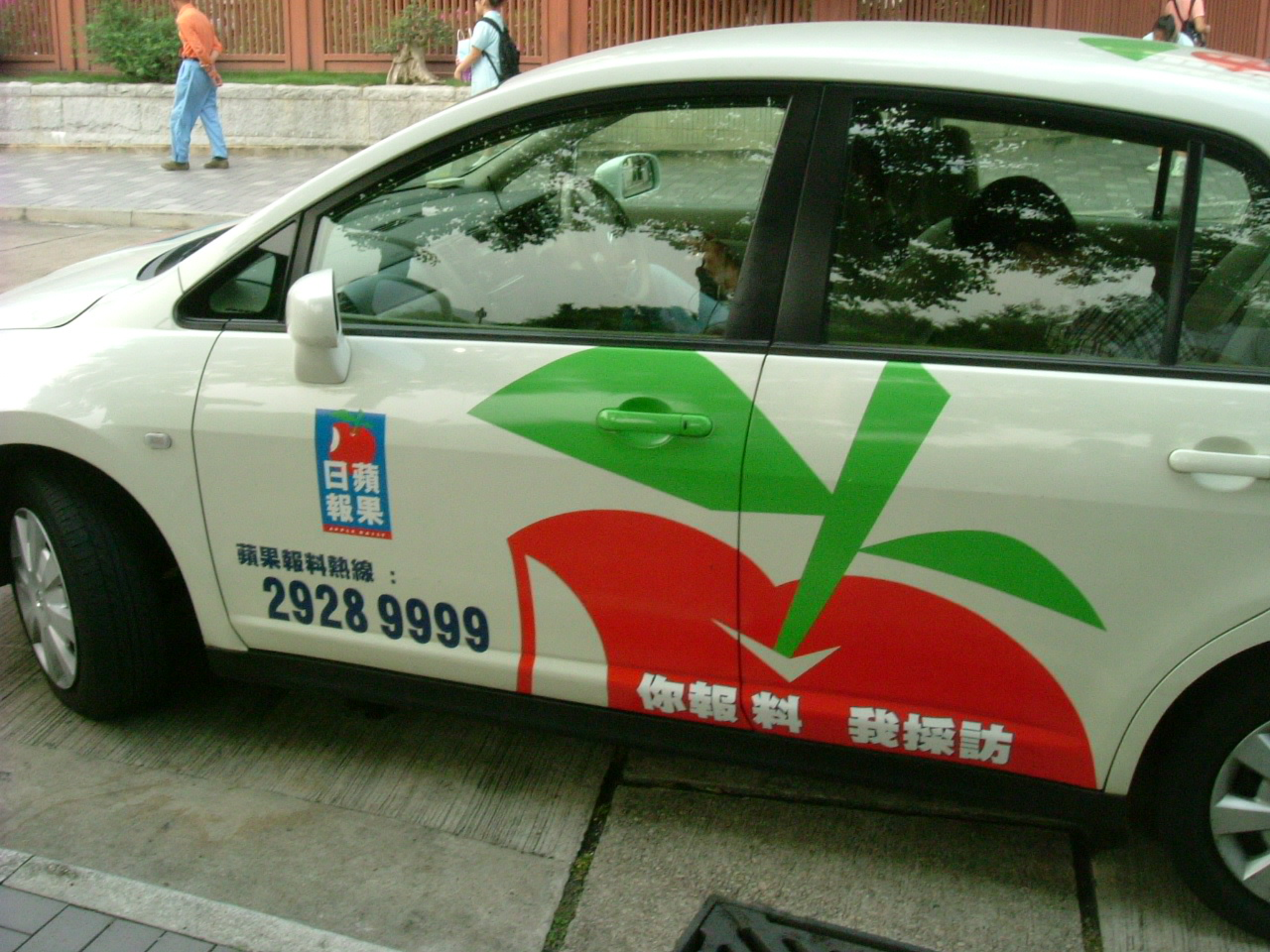
蘋果日報在香港的採訪車

《蘋果日報》印刷版主要版面包括香港A叠的本地新聞和兩岸國際新聞、B叠財經版、C叠娛樂、D叠馬經、E叠副刊和AA叠體育等內容；網上版內容相若，但加入動新聞，文字、圖像、影片兼備，並提供即時新聞和即時娛樂等。內容方面，其手法多為報導更多與目標讀者群的生活和日常話題有關，或具震撼性的題材，亦可能會對一些重要但沉悶的題材作取捨。
而副刊的名采，在1990年代至2010年代初是最具份量的專欄作家，才能夠佔一席位。專欄作家畢明指出該欄目是由壹傳媒創辦人黎智英親自牽頭成立，並由他親自決定作家。1995年創報時，林振強也沒有被邀請寫作。畢明到2006年獲時任副刊副總編引薦，才能夠得到機會撰寫。名采到近年才給予新人機會撰寫專欄。
《蘋果日報》積極爭取賭客讀者支持，於2003年大力支持足球博彩規範化，並於規範化前提供澳門受注足球賽事之賠率，部份名家寫稿已達10年，過往亦有為NBA籃球賽事提供盤口，但於2012年取消。附於體育版的「波經」版以及馬經版邀請大量名家編寫。馬經版更由多名名家編寫，部份更是電視及電台賽馬主持，當中有方駿暉、張美德、梁浩賢、貝子健等。
《蘋果日報》非常注重圖片排版，常於頭版放置大量圖片、大型口語化標語，文字反是其次，利用新潮排版方式、美術設計圖片、顏色鮮艷的文字等吸引讀者的注意和購買。這些作報方式在市場壓力之下，引來其他報章仿傚，此風格亦被稱為「蘋果化」。在該報創刊十多年來，「蘋果化」仍然在香港的報業存在。
學者指出《蘋果日報》把香港報業帶進多圖彩色的時代，一改當時「文人辦報」、「文以載道」的風氣和想法，即報道以新聞及資訊為主的風氣。在《蘋果日報》未創刊之前，報業較為精英化，報章充當社會領導者角色，思維傾向報導和告訴讀者傳媒機構認為重要的事；《蘋果日報》則一反這傳統，走市場導向路線，按讀者喜好投其所好，將新聞「商品化」、「娛樂化」，為報業市場帶來開天闢地的衝擊，一些報章如《天天日報》、《快報》便不敵這股風潮而相繼停刊。隨着《蘋果日報》日益發展，佔據市場領導位置，其他報章都跟隨這股風氣，轉型仿傚其做法，以在競爭中掙扎求存，部分亦製作影片新聞，將報章新聞影像化。而《蘋果日報》對新聞工作投入資源的程度更是前無古人，例如曾派記者跟隨保釣人士赴釣魚台，更租借衞星電話作採訪，其對新聞的投入程度可見一斑。《蘋果日報》被形容為「支撐本港報章出版的動力」，其多種創新舉動帶動了行業的發展，為報界帶來正面貢獻。而在2003年起，《蘋果》由商業化走向政治化，樹立旗幟鮮明的親民主派立場，在社會運動中站在市民的一方。
2012年8月21日，自創刊已存在，專門刊登色情資訊內容的副刊——《豪情版》及《夜生活版》，宣佈：「時代在改變，傳媒的生態也在改變，因這兩版副刊已脫離了這個世代，已完成了歷史的任務，將徹底消失於報紙上。」宣告停刊。
2015年3月5日，《蘋果日報》副刊進行大改革，改稱為《果籽》。
2016年6月6日，《蘋果日報》印刷版縮減每日出版的版面，B叠財經版即日起併入A叠，C叠娛樂名人與E叠果籽合併，由每日出版五大叠縮減成三叠。
2020年5月底，推出英文版，每日把精選報道翻譯成英文，同時邀請英文專欄作者供稿，以助國際社會了解香港本地情況和輿論。

## 網絡及跨媒體
蘋果日報是香港較早把報章內容上網的報社——該報早在1998年就已經提供網上版。此外，他們也是最早容許讀者把報章作非營利用途轉載到個人網頁上的報社。蘋果日報設有網上討論區，在香港報紙中較為少見，其他設有網上討論區的報紙有明報和頭條日報。
2006年8月21日開始，《蘋果日報》在新聞版推出「news@pple網聞」，輯錄互聯網的熱門話題、奇聞怪事、貼文等，又接受讀者「爆料」，同時開香港同業先河，在主要新聞報導中加入網民意見，後來又取消此功能。
《蘋果日報》在提供網上版初期，香港以外的網民除馬網可以無限制地免費閱讀，後來《蘋果日報》限制海外讀者只能閱讀即日新聞。由2009年11月30日開始，《蘋果日報》更引入微收費制度，部份文章需要付費才能閱讀。
2008年起推出的蘋果動新聞，將報紙新聞電子化、影像化，以視像媒介來報導新聞內容。在一些關於事件的報導時，如罪案等社會事件，更會引入動畫製作來模擬事件過程。據悉，「蘋果動新聞」動畫內容是由壹傳媒旗下的「壹傳媒動畫有限公司」製作。
2020年10月5日起，《蘋果日報》每日製作新聞報道節目《9點半蘋果新聞報道》，每日晚上9時半至10時左右透過蘋果日報YouTube頻道、Facebook專頁及「果燃台」進行串流直播，中途會在約晚上9時45分左右播出一至兩分鐘廣告。節目主要播出將在翌日上載的蘋果動新聞片段作為新聞報道內容，不時亦以壹傳媒旗下《果籽》、《健康蘋台》、《蘋果驗樓王》、《飲食男女》及《港古佬》所製作的短片作為軟性新聞播出；節目完結前會有天氣環節。11月2日起不定期會加入「和你Talk」環節，主要邀請泛民主派人士（包括黃之鋒、譚文豪及曾志豪等）評論重點新聞，並於相關新聞後播出。
鑑於2021年6月公司財產被政府凍結而被迫停運，及後有員工因不滿壹傳媒集團董事會沒作出遣散的安排，因而即日遞信辭職。由於蘋果動新聞大量剪接師辭職，部門難以運作，《9點半蘋果新聞報道》提早至6月21日播映最後一集，而蘋果動新聞同時亦會停止運作。最後一集《9點半蘋果新聞報道》由記者謝馨怡擔任主播，她在前一日（20日）才首度擔任該節目的主播。
停播之前每集節目由一位主播主持，星期一至四通常由曾美華或陳美茵主持，其餘日子由《蘋果日報》記者黃珮琳、于健民、王春怡、鄧溢禧、方榆汶、盧熙林、玲笙或謝馨怡主持。
節目調動
- 2020年11月25日：由於報道《施政報告》消息，播放時長增至40分鐘。
- 2021年2月1日：由於報道黃之鋒、周庭及林朗彥因涉參與2019年6月21日包圍灣仔警察總部案而被判刑的消息，播放時長增至約40分鐘。
- 2020年12月31日：由於直播尖沙咀倒數迎接2021年情況，當晚另於23:45-00:05播出《除夕夜和你倒數》特備節目。
- 2021年2月1日：由於直播政府圍封尖沙咀金鑾大廈及紅磡隆基大廈情況，播放時長增至約40分鐘。
- 2021年2月24日：由於報道《財政預算案》消息，播放時長增至40分鐘。
- 2021年4月17日：由於直播葬禮，播放時長增至1小時。
- 2021年6月18日：由於直播《蘋果日報》副社長陳沛敏、蘋果動新聞平台總監張志偉獲准保釋情況，播放時長增至40分鐘。

## 訂閱制
2019年4月10日起，《蘋果日報》網上版推行訂閱制，用戶需先登記才可瀏覽大部份新聞，有網民對只能閱讀標題感到不滿。新聞在6月17日起開展付費訂閱制，會員繳付3港元優惠價後，可成為升級壹會員，訂閱《蘋果動新聞》至9月1日，9月2日起正式收費。到7月4日下午起，《蘋果日報》旗下的動新聞只限會員閱覽。。8月12日，該報宣布正式收費為每月50.4港元或每年604.8港元。

## 銷量
在常規營運下，香港《蘋果日報》單日最高銷量超過537,000份，於1999年3月19日創下。
2008年下半年，香港《蘋果日報》每日平均銷量為308,083份。
由於近年越來越多人改看免費網上新聞，收費報紙銷量下跌，而《蘋果日報》的網上蘋果动新闻则创下浏览量新高。
2014年下半年的香港《蘋果日報》每日平均銷量為170,118份。
2015年下半年每日平均銷量為149,739份。
2016年下半年每日平均銷量為130,230份。
2020年4月至9月期間，每期平均淨發行量為每日86,189份。
2021年6月24日出版最後一份香港《蘋果日報》，總銷量為1,000,000份，即全部售出，在被迫停刊的这一日，創下香港報章單日銷售最高紀錄。
另一方面，《蘋果日報》於2019年引入付費數碼訂閱模式，截至2020年9月30日，《蘋果日報》的香港付費訂閱用戶約有63萬。路透新聞研究院與英國牛津大學2021年6月發表的年度報告顯示，27%受訪者表示每周最少會看一次《蘋果日報》，是收費報章的第一名。《蘋果日報》網上版觸及率同樣排第二，29%受訪者表示每周最少會看一次《蘋果日報》網上版。

## 政治立場
2003年7月1日，《香港基本法第二十三條》立法建議觸發的2003年香港七一遊行舉行前，《蘋果日報》於遊行當日預先印好大字標題；「走上街頭、不見不散」、「不要董建華」作為類似橫額版面的頭版，並標明這些是遊行海報，該報又呼籲市民上街，讓市民高舉，事後並且詳細報道，立場鮮明。蘋果日報的報道及評論文章一向不諱言反對中國共產黨，提倡中國大陸實施政黨輪替制及西方社會提倡的人權價值。蘋果日報亦在普選、六四事件及七一遊行等政治立場與泛民主派接近。由於《蘋果日報》對中國共產黨一直堅持批評立場，該報在中國大陸一直遭到中華人民共和國政府封禁，其記者到中國大陸採訪亦受到限制，因此採訪大多是以觀光名義進行，一般在中國大陸公開的採訪場合亦不會見到該報記者。如2008年7月，《蘋果日報》一名記者原本打算到北京進行奧運採訪工作，但是在北京機場被拒絕入境，並且被沒收了回鄉卡，該記者最終亦只能夠返回香港。
隨著1997年香港主權移交中國，部分市民認為香港媒體開始出現自我審查的情況；2012年4月，香港大學民意研究計劃公佈的調查結果顯示，逾半市民認為新聞傳媒存在自我審查，是1997年以來的新高，傳媒在報導中華人民共和國政府的消息時有所顧忌。2007年5月，香港記者協會主席麥燕庭接受自由亞洲電台採訪表示 ：「現在在香港十八家報紙當中，有半數傳媒老闆接受中國人大代表與政協委員的委任，另外有四個報紙傳媒的老闆是中國政府領導人的好友，他稱傳媒老闆已經『赤化』了。」而在此傳媒生態下，《蘋果日報》是少數仍然會大力批評中國共產黨的報章。
該報在部分政治議題上曾發表親美觀點，如2013年，斯諾登事件中《蘋果》為美國棱鏡計劃非法侵犯香港公众网络和私人隐私辯護：「......至於大規模監控、記錄，難免有公民私隱被侵犯、被濫用之虞，保護國家利益與保護公民私隱必須取得平衡，但至少迄今美國未出現以言入罪的案例，未出現官員藉以控告網民誹謗個人、動用警察跨省追捕網民的案例。這是中美網絡監控最大的差別，是五毛不願面對的事實，不是公知的難言之隱。」
黎智英2024年11月25日承認《蘋果日報》英文版集中報導批判香港特區政府和內地中央政府的負面新聞，不會報導中國的正面新聞，符合他及《蘋果日報》的價值觀，並確認《蘋果日報》政治立場屬「黃」。

### 支持民主派
香港《蘋果日報》的政治立場與香港民主派接近，較少出現對民主黨的負面報道，但有時亦會對該派別部分的政治及民生取態有所批評：如公民黨2006年創黨時曾將「消除貧窮、公平貿易、爭取社會公義」列入政策綱領，並且支持設立最低工資，蘋果日報在公民黨宣佈成立翌日直斥公民黨是「共產黨」。創辦人黎智英與民主派關係密切，2010年社民連提出「五區總辭，變相公投」的建議，多名民主派人士到黎智英家中商討方案，黎本身支持「五區公投」，但由於後來民主黨不參與，《蘋果日報》對「五區公投」的取態亦有所改變。2014年佔領中環運動其間，黎智英多次現身金鐘佔領區，替現場市民打氣，親中報章屢指控黎智英為佔中提供資金。
2004年，民主派政黨之一香港民主民生協進會（民協）呼籲民主派對中央採取「又傾又砌」（一邊談判，一邊抗爭）的策略，與中央政府各退一步以加強溝通，又曾參加臨時立法會這普遍不被泛民主派認同的小圈子選舉，被該報指為沒有政治原則的「牆頭草」及「民主叛徒」。
有不少親中報章及親中人士，例如《文匯報》及《大公報》，不時稱《蘋果日報》作「反對派喉舌」，而持反共立場的《蘋果日報》則反稱對方為「民主叛徒」及中國共產黨在香港的「喉舌」、「官媒」和「左報」，兩報對中共及泛民主派立場可謂针锋相对。
香港《蘋果日報》一直支持民主派，鮮少出現對民主黨的負面報道，並對過去人民力量等團體對民主黨的攻擊作出批評。至於近年新崛起的本土派，壹傳媒創辦人兼大股東黎智英曾在蘋果網上節目〈壹錘定音〉中直言「支持港獨就係陰毒」，更指曾在集團內部發出通知，不應容許本土派人士在旗下報章和刊物等發表太多言論，免得招來口實，以壹傳媒支持港獨為由而全面封殺。
《蘋果日報》在本地政治也扮演積極的角色，甚至成為參與者。2003年七一大遊行，《蘋果日報》刊出頭版大字標題「走上街頭，不見不散」，隨報附送遊行海報。2014年人大落實8·31框架，《蘋果日報》頭版以「真普選無望，今晚政總發聲」為題，呼籲市民上街表達意見。而後每逢有大型遊行，《蘋果日報》均以頭版報道及印刷海報，呼籲市民上街。此舉被前特首梁振英質疑該報每逢有大型「反政府活動」都會隨報附送遊行標語，又指創辦人黎智英曾會見美國政治人物要求制裁香港，反問《蘋果日報》是否真的新聞機構。2019年反對逃犯條例修訂草案運動期間，《蘋果》以頭版標題「香港上街反惡法，香港人晒佢冷」、「下午3點，維園，不見不散」等作報道，《蘋果》又將「反送中」一詞發揚光大，成為反修例人士的主論調之一。在這場運動中，除《蘋果日報》及《大紀元時報》外，其他在香港實體出版的報章媒體都刊登香港特區政府的支持修例頭版廣告，惟《蘋果日報》在頭版表明支持並呼籲市民參與遊行示威和集會，反對修例。
每年維園六四燭光晚會後，翌日《蘋果日報》亦會在頭版大幅報道維園內點點燭光的場景。

### 抨擊當局及香港建制派
《蘋果日報》被中國共產黨和中華人民共和國政府視為眼中釘，更經常成為親建制派狙擊目標，又斥責創辦人黎智英是「民族敗類」。
《蘋果日報》的社論及專欄當中，不時都對政府施政或官員操守作出嚴厲批評，亦經常專門批評香港建制派政黨；特別是民主建港協進聯盟，不時將其稱之為保皇黨（「保皇黨」一詞原指「擁護皇帝的政黨」，因香港建制派支持政府就像擁護君主制一樣），如2007年12月6日民政事務局局長曾德成在立法會上發表「忽然民生」言論批評當時剛上任的陳方安生議員（前政務司司長），蘋果日報在報道中稱曾德成此言論是沒有根據的人身攻擊，並以「左毒發作」的字眼批評曾德成。
2010年，《蘋果日報》公開表態支持公民黨與社民連兩個政黨聯合發起的五區公投政治行動。同年1月27日，該報頭條為「公投五俠選票起義第一擊，冒着土共炮火前進」，將兩黨公投參選人視為“五俠”，親中國大陸當局人士及建制派政黨稱作「土共」。蘋果日報不時將親中國大陸當局的人士稱為「土共」等。
《蘋果日報》自梁振英成為香港特區行政長官後，不時將梁特首的管治班子貶稱為「港共政權」，因梁振英的獲得的票數是689票，所以蘋果日報戲稱梁振英為「689」、因梁振英沒有兌現競選承諾，所以蘋果日報戲稱梁振英為「大話英」。
此外，《蘋果日報》近年亦因為中港矛盾的關係，時常將「中國」謔稱為「強國」，而大陸人則稱為強國人。（「強國」一詞原指「強盛大國」，表面上是讚賞中共治下的中國综合国力比漢唐盛世還要強大，其實就是揶揄中國表面看來像是一個強大的發達國家，但其實「敗絮其中」）用「強國」戲謔中國源於約在2005至06年間，在香港網上流傳的文章《強國圖集》，或來源於強國論壇。
而當有大型公司使用中國製造的產品時，《蘋果日報》也會加以批評該產品的品質，如港鐵公司為配合屯馬綫的營運，訂購了多列屯馬綫中國製列車，但隨即被《蘋果日報》批評該批列車經常出現故障、車身凹陷或座位有刮花痕跡等，並引述網民戲稱為「國產列車」、「假千九」等。《蘋果日報》亦常以貶抑、批評或取笑的語氣報道中國大陸的事物或在大陸發生的新聞。
2020年，2019冠狀病毒病疫情全球大爆發，《蘋果日報》因應疫情在武漢市開始爆發，經常引述網民謔稱為「武漢肺炎」，即使後來出現變種病毒，但不在中國爆發，也會稱為「變種武肺」。及後因受香港政府新聞處及香港平等機會委員會警告後，才改回以「COVID-19」形容2019冠狀病毒病疫情、以疫情焦點作分類。
2020年7月，蘋果日報創辦人黎智英接受《壹週刊》專訪時抨擊中共制定《香港國安法》，並公開斥責中共總書記習近平是「毛澤東的化身」及「人類有史以來最極端的獨裁者」。

## 經濟立場
香港《蘋果日報》並於2006年4月25日在壹傳媒總部豎立已故香港財政司郭伯偉的半身銅像，以表揚他奉行「積極不干預」的經濟政策，又發表文章表揚其經濟自由主義思想。另外，該報社論部份由筆名盧峯的資深新聞從業員李怡、李平、林本利等執筆，2004年2月4日開始以「自由市場」作為第二社論。
有別於香港大多數報章，《蘋果日報》會對香港部份地產商作出負面新聞報導，例如；2010年7月19日，以「踢爆財閥壟斷之路『地產商越富貴越不道德』」為題的報導，文章提及高地價政策、官商勾結、財閥壟斷、報導稱此為香港當下困境。該報多次報導李嘉誠旗下長實樓盤的負面新聞，其他報章極為罕見。有別於其他香港報章一面倒唱好發售中的新樓盤，《蘋果日報》有時會予以個別新樓盤正、負面分析及評價。值得留意的是，現實上多數的人認為，富裕並不是罪，有些媒體立場偏向誇張負面內容而導致有失實報道，當然樓盤有優點和有缺點的。此外，建制派與民主派都對於樓價高是一種擔憂，會影響到青年的「上車」問題，並非自地產商的責任，而是部分人為了「搵快錢」而做出「炒樓」行為，李嘉誠亦坦言向市民表達鼓勵售後自住，不鼓勵炒賣物業，近年同樣同情年輕人在反修例運動中的憤怒是否由樓價問題所造成。
《蘋果日報》提倡香港奉行「小政府、大市場」自由經濟的右派立場，認為政府應儘量減少對市場的干預。例如2006年香港特首曾蔭權在施政報告提出學前教育學券計劃，以學券模式提供私立幼稚園的學費資助，《蘋果日報》便於報導及社評中批評該制度違反自由主義，又多番在報導中使用「偽學券制」字眼。
但近年每報導行政長官施政報告時，《蘋果日報》常以拒絕「派糖」、無視基層困境、扶貧不力等字眼指控政府，要求政府增加福利開支，解決貧富懸殊問題，增加福利制度。2010年7月17日，當香港立法會於三讀通過最低工資立法後，《蘋果日報》的報道亦傾向支持，並把焦點放於勞工界爭取更高的法定工資上。

## 揭發醜聞
《蘋果日報》推動了偵查報道，主動「發掘」新聞，更屢次揭發社會、高官、建制派醜聞等，部分更導致高官下台。
《蘋果日報》於1999年揭發時任稅務局局長的黃河生與妻開設稅務公司，黃亦持有股份，涉嫌有利益衝突，港府最後終止黃河生僱用合約，成為香港首名因利益衝突而遭停職處分的最高級官員。
2000年，《蘋果日報》一連3天在頭版「踢爆」時任民建聯副主席程介南以權謀私，秘密經營一間公關顧問公司，卻無向立法會申報，並洩露立法會資料和官方機密文件予客戶。雖然程起初否認指控，惟在《蘋果》愈揭愈多證據下終承認自己犯錯，但仍稱自己僅做錯事，沒做壞事。他最終辭去民建聯副主席職務及放棄立法會議席，並遭廉政公署起訴。
2003年，《蘋果日報》作出另一宗轟動社會的獨家報道，2003年3月9日「踢爆」時任財政司司長梁錦松「偷步買車」，梁在當年《財政預算案》宣布即時大幅調高包括汽車首次登記稅等各種稅項前，偷步購入一輛凌志房車，省下19萬元汽車首次登記稅款，而且沒有申報利益。他僅解釋自己「一時大意」、「沒有避嫌」，雖獲時任特首董建華挽留，但最終仍不敵輿論壓力，辭職下台。
2012年，《蘋果日報》揭發前發展局局長麥齊光與前路政署助理署長曾景文在城市花園透過互租單位，串謀騙取政府租金津貼供樓，涉騙租津70萬元。在社會壓力下，麥在履新12日後辭去局長一職，成為歷來任期最短的問責局長，並被廉署調查及起訴，被判監8個月緩刑2年，後來上訴得直脫罪。
2013年，《蘋果日報》再「踢爆」推銷新界東北發展計劃的時任發展局局長陳茂波，其妻及家人在古洞北新發展區擁有最少3幅農地，囤積的土地在1994年以35萬元買入，但政府收地時估計可收取高達1245萬元賠償，利潤達35倍，涉嫌瞞報及有嚴重的利益衝突，但陳茂波不但沒下台，2017年更升任財政司司長。同年又揭發發展局前政治助理何建宗家族公司在新界東北囤地，同樣涉嫌利益衝突，何在報道後鞠躬下台。
2018年5月，《蘋果日報》率先揭發沙中綫偷工減料醜聞，指紅磡站擴建月台的連續牆有約5,000個螺絲帽移位、破損或內部被石屎填封等問題，無法與鋼筋接駁扭緊，承建商禮頓捲入風波，疑安排工人將鋼筋剪短了事，政府成立獨立調查委員會調查。
2020年，《蘋果日報》報道時任警務處助理處長陶輝與其警長妻子過去6年將牌照屋包裝成民宿出租。報道又揭發警察機動部隊校長莊定賢住宅涉僭建及霸佔官地，其花園內藏有警察雪糕筒，又以多個雪糕筒在官地霸佔車位。

## 政治爭議
由於《蘋果日報》自創辦以來即持鮮明反共、反政府立場，故此在香港主權移交後備受爭議，最終更因此而結業停刊。

### 廣告杯葛
1997年香港主權移交後，部分媒體開始對內容進行自我審查，減少對中國的負面報道，但壹傳媒仍對中國共產黨及其政府持嚴厲批評態度。根據《蘋果日報》創辦人黎智英在2007年「香港回歸十年」一文中則自詡；壹傳媒說得上是香港的反對派，也順理成章成為中國共產黨和香港政府的眼中釘。幾乎所有大財團，特別是發展商都拒絕在《蘋果》登廣告；而大部分在中國有生意的本地大公司也不會在壹傳媒的報紙或雜誌賣廣告。這些杯葛每年令他們蒙受約兩億港元的損失，相當於廣告總收入的四分之一以上。

### 廉署搜查
1999年11月29日晚上，廉政公署曾大規模搜查《蘋果日報》，調查記者賄賂警員案件。
2004年7月24日，廉政公署持法庭搜查令，香港8間報館及1間律師樓搜查，懷疑他們在廉署調查「先科國際」貪污案期間，串謀妨礙司法公正。廉署行動包括翻閱報館內的文件，記者的採訪筆記，電腦的個人資料及搜尋電郵內容等。《蘋果日報》批評廉署的行動嚴重滋擾報館作業，並認為是侵犯新聞自由。

### 無綫封殺
自2013年10月15日香港政府宣布不發牌予香港電視網絡翌日起，蘋果日報即展開《電視風雲》系列報道，至11月21日的37日內，共刊出62篇負面報道。在11月19日無綫電視台慶前，《蘋果日報》號召讀者熄（關上）電視罷看台慶，更在11月22日娛樂版中列明《熄機精選節目巡禮》，影響節目包括《歡樂滿東華》至翌年1月的《慈善星輝仁濟夜》、《勁歌金曲頒獎典禮》等。
無綫在11月21日發表聲明，提到：「壹傳媒集團屬下的報章和雜誌，就免費電視牌照事件長期針對無綫電視......作出失實報道，恣意攻擊和醜化無綫，已遠超新聞媒體應有的報道做法和行為，其目的昭然若揭。」，並指出：「最近趁着無綫電視台慶，壹傳媒的蘋果日報及動新聞變本加厲，展開狙擊和抹黑，歇斯底里的謾罵，更呼籲全港熄機行動，製造白色恐怖。」，遂將壹傳媒屬下的報章雜誌包括《蘋果日報》，列為不受歡迎媒體，禁止其記者進入電視城以及採訪無綫及藝員活動。
不過壹傳媒反而變本加厲地以批判性的角度報道無綫電視的諸多事件等，並用「大台」、「CCTVB」等極具爭議色彩的稱呼來稱呼無綫電視。當有無綫藝員約滿離巢，《蘋果日報》更會大字標題兼大篇幅報道「XXX離開TVB」並放在娛樂頭條。而亦有部分離開無綫的藝員隨即接受《蘋果日報》訪問。
雖然有讀者支持《蘋果日報》報道關於無綫的負面新聞，但亦有讀者批評《蘋果日報》過於偏激及不客觀，為反而反。

### 被黑客攻击
2014年6月18日，适逢香港民間舉行「622公投」，《苹果日报》的香港和台湾网站受到分散式阻断服务攻击，最高攻击量达每秒20Gb（每秒4千万笔查询），致使读者无法正常连结到《苹果日报》网站。《蘋果日報》聲稱其是因為「支持香港民主」而遭到中国黑客攻击，不過並未提供直接證據，之後，新聞遂改以Facebook公共页面发布，動新聞則在YouTube發布，並以斗大的标语表达「无惧攻击打压」的立场。台湾苹果日报网站則在经过一日抢修逐渐恢复服务。

### 記者遭起底及遇襲
2019年9月中，87名《蘋果日報》現職或已離職員工的個人資料遭到公開，包括照片、電話及地址的資料。到9月19日傍晚，《蘋果日報》成功向法庭取得臨時禁制令，禁止任何人披露和發佈、嘗試披露和發佈、協助其他人披露和發佈任何有關《蘋果日報》員工的個人資料，包括姓名、出生日期、電話號碼和個人相片等，有效期至10月4日。
2019年9月24日，一名35歲，主要負責直播報道反修例示威的女記者，晚上8時下班後與親友在順天邨一間快餐店吃晚飯時，她和同行家人遭4名身穿黑衣、頭戴黃色安全帽的人士拳打掌摑約30秒，其中姊妹受傷送院。《蘋果日報》、壹工會和記協發聲明對遇襲記者致以慰問，同時強烈譴責暴徒暴行。
2020年8月4日，逾170名《蘋果日報》員工或前員工的資料，包括姓名、相片、出生日期、電話、職位的資料被人上載至一個網站。其中一名被「起底」的記者表示相片是在2008年於中旅社申請回鄉證時拍攝，其後也沒有再用過證件相。《蘋果日報》向有關方面發出律師信後，並就事件去信個人資料私隱專員公署查詢。公署以有關網站的域名是在香港境外登記，並非《私隱條例》管轄範圍為由，沒有法定權力追查。公署也沒有回應是否會調查負責代辦回鄉證的中旅社。

### 被中國大陸媒體和香港建制派批評
2019年8月，央視新聞發表題為《禍港黎智英，從「佔中」到「騷亂」的黑手》的文章，批評《蘋果日報》創辦人黎智英是「民族敗類」，指他「為一己私利甘願充當外國勢力反中亂港的政治工具」，此乃中央級媒體首次發長文針對黎智英個人進行措辭嚴厲的批評。此後兩個月，新華社等媒體屢發文章批評黎智英、陳方安生、李柱銘及何俊仁為「禍港四人幫」。
2019年10月，環球網、《北京日報》等多個中國大陸媒體又轉發文章，題為《天涼了！『蘋果』該摘了！》，文章直指《蘋果日報》「已成為亂港禍港的重要文宣機器」、「為美國利益而戰的文宣工具」，「維護的根本不是香港的利益，而是美國的利益」。嚴詞批評《蘋果日報》「唯恐天下不亂，不承擔新聞媒體社會責任」、「極盡嘩眾取寵，以各類腥臭下流的報導，荼毒香港社會」、「挑撥香港與中國的矛盾，不遺餘力攻擊抹黑特區政府，不斷炮製針對公職人員及政府的惡意報導」、「在社會民生問題上不斷上綱上線，煽動市民上街參與各類違法的社會運動，破壞香港繁榮穩定，撕裂社會」、「打著新聞自由旗號胡編亂造，沒有新聞就製造新聞」和「顛倒黑白、移花接木」等等。文章亦指《蘋果》的「各類煽動性消息通過社交平台不斷滲透給普通民眾，讓反對派及激進勢力的聲音得到有效傳播，在輿論層面普遍壓倒正面聲音」，指出香港社會現已嚴重撕裂，而「《蘋果》是那顆『毒蘋果』」。
前特首梁振英質疑《蘋果日報》每逢有大型「反政府活動」都會隨報附送遊行標語，又指黎智英曾會見美國政治人物要求制裁香港，反問《蘋果日報》是否真的新聞機構。
親建制派和反對《蘋果日報》人士更成立「蘋果假新聞及毒新聞監察組」，批評《蘋果日報》經常別有用心的刊登假新聞和煽動性的新聞誤導公眾，損害社會利益，甚至威脅國家安全，表示要「揭破」蘋果的假新聞，防止市民受騙，又要求當局盡快檢控《蘋果日報》涉嫌藐視法庭的報道。

### 警方引用港區國安法搜查壹傳媒大樓
2020年8月10日，香港警務處國安處以涉嫌違反《港區國安法》並「勾結外國勢力」依法拘捕壹傳媒創辦人黎智英，次子黎耀恩以及部份壹傳媒高層。到上午10時，近200名警員及探員到達位於將軍澳的蘋果日報大樓進行搜查，《蘋果日報》總編輯羅偉光一度向警方要求出示搜查令，但警員未有理會。警員在大樓外拉起封鎖線。而蘋果行政部通知員工，因辦公室出現突發狀況，呼籲員工暫不要上班。11時許，黎智英以及壹傳媒行政總裁張劍虹被警員押返蘋果日報大樓，進入其二樓辦公室搜查。經交涉後，律師代表才可與黎、張兩人接觸。記協主席楊健興則指出，警員翻閱蘋果日報記者枱面的個人物品及採訪材料是「摧毀香港的新聞自由」及「製造白色恐怖」的行為。他又指出類似情景過去只會在沒有新聞自由的第三世界國家出現。

### 高層大搜捕

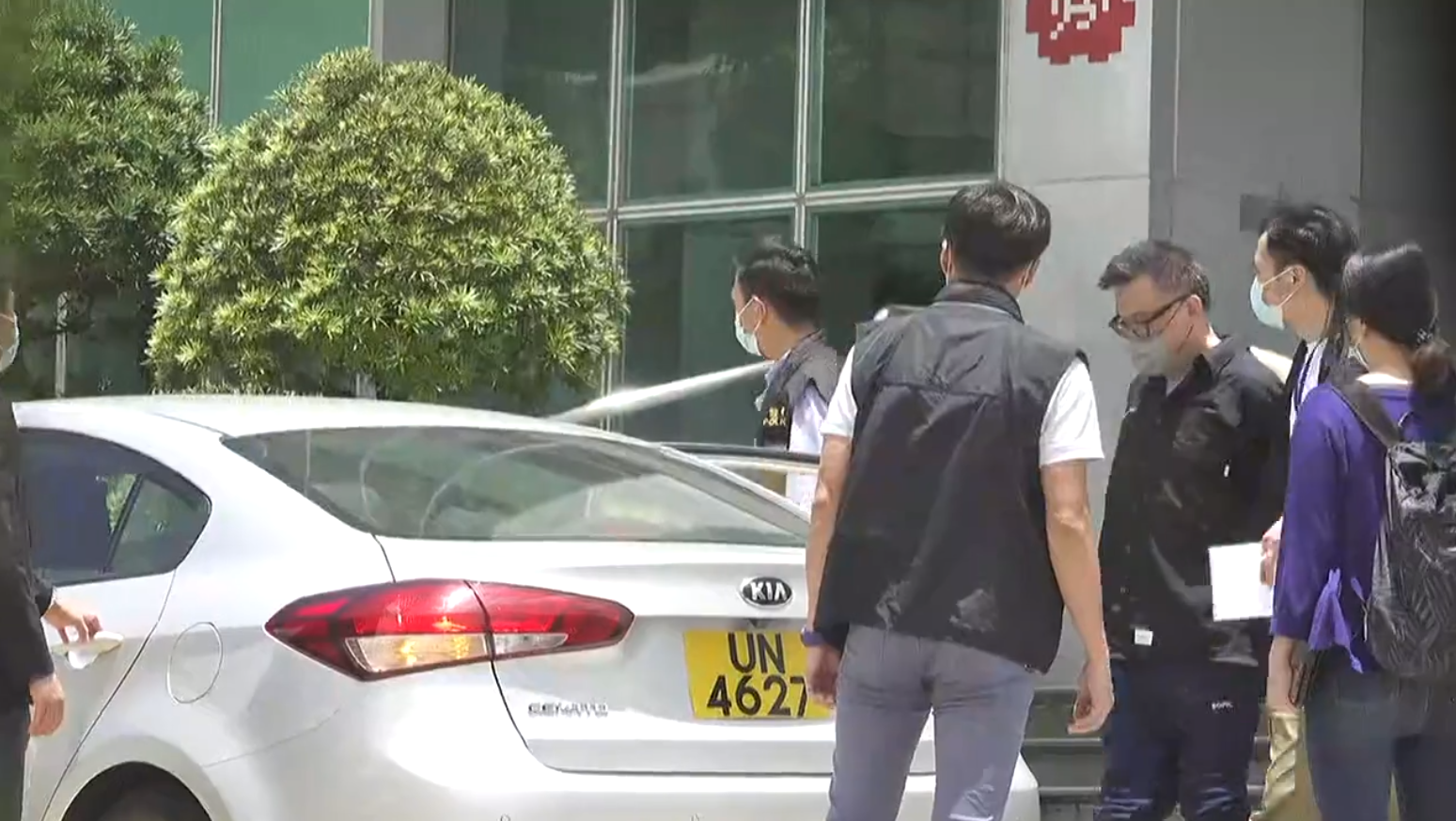
蘋果動新聞平台總監張志偉與警員進行搜證後離開

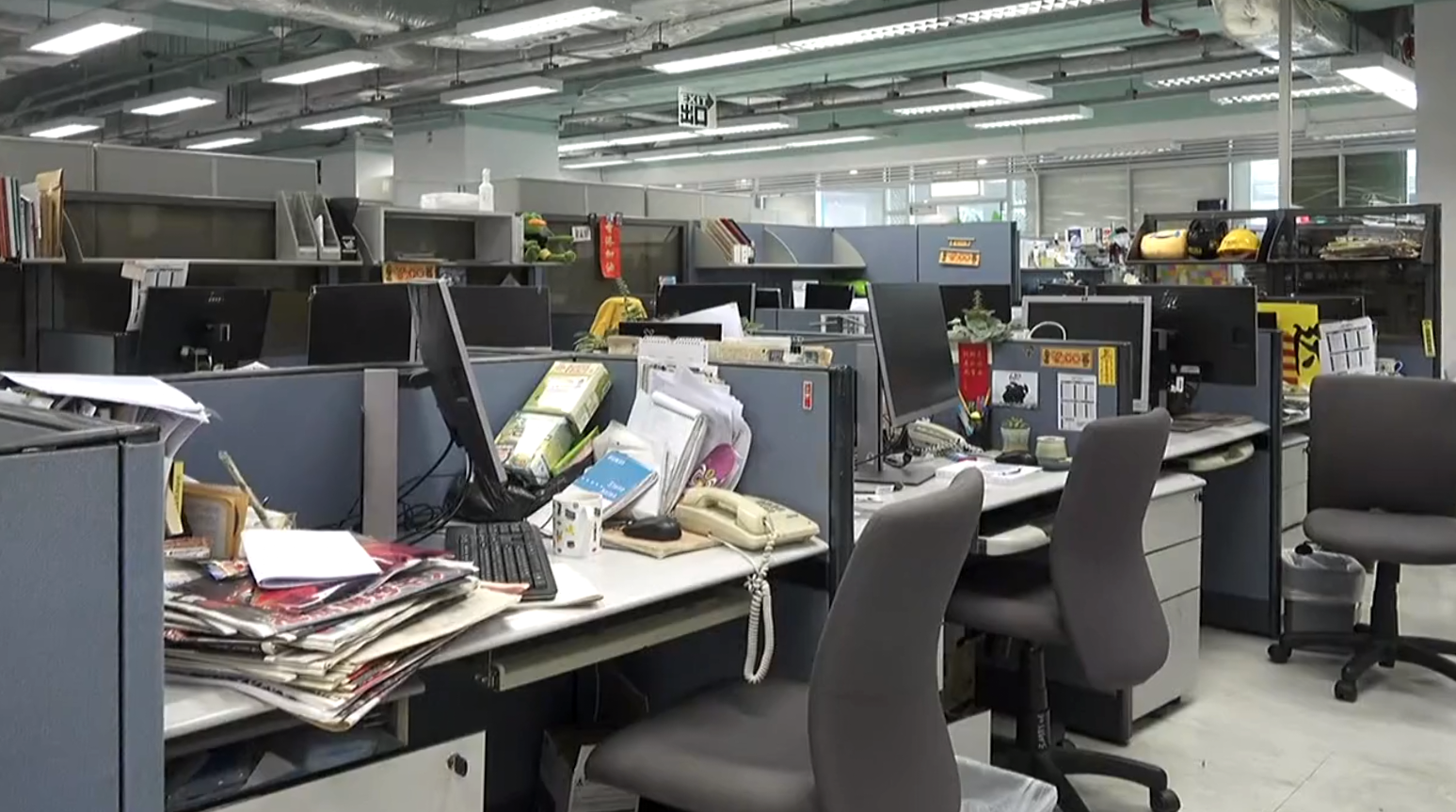
部分員工枱面凌亂，有搜查過的痕跡

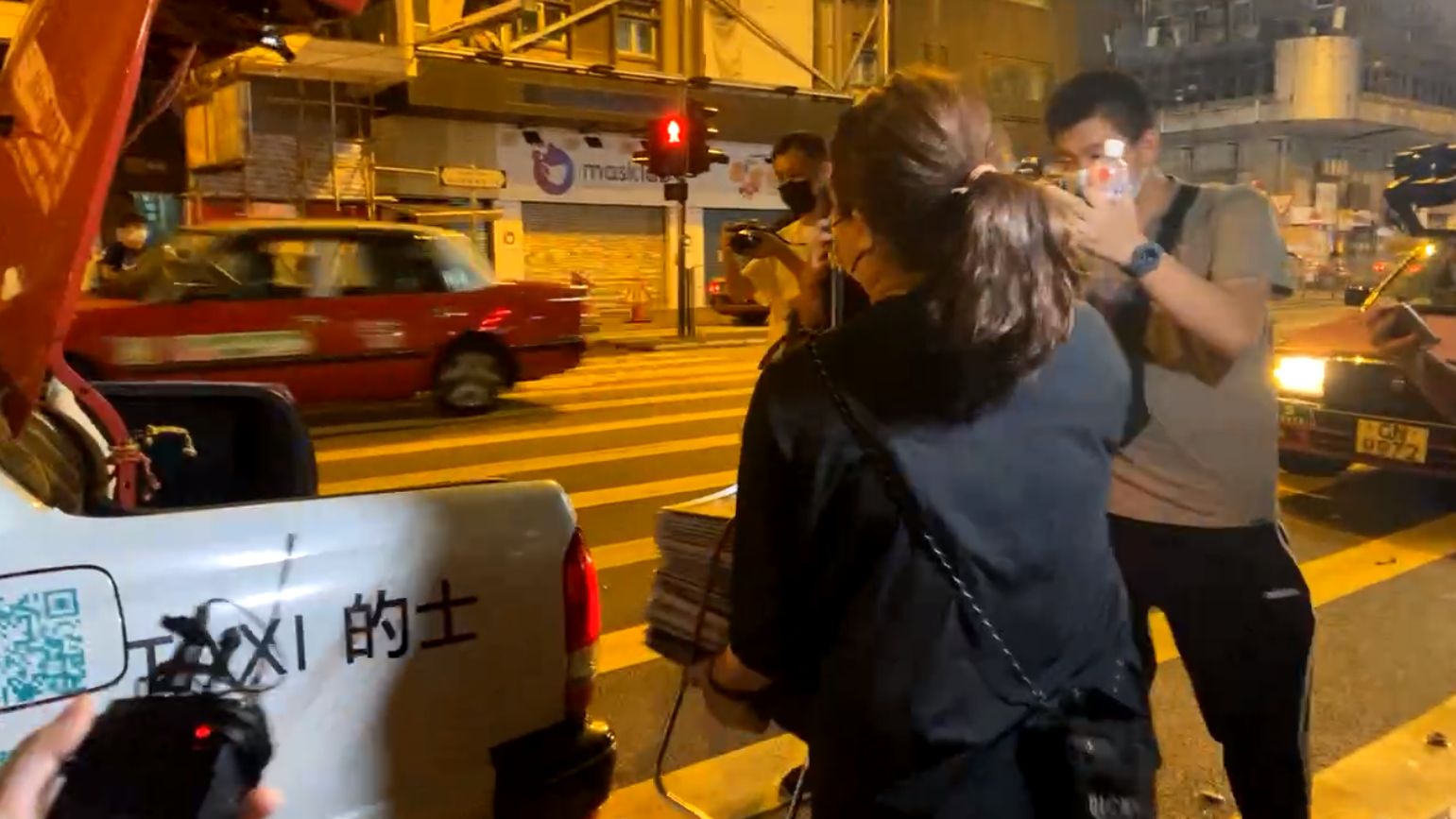
6月18日凌晨，旺角報攤有市民買100份《蘋果日報》

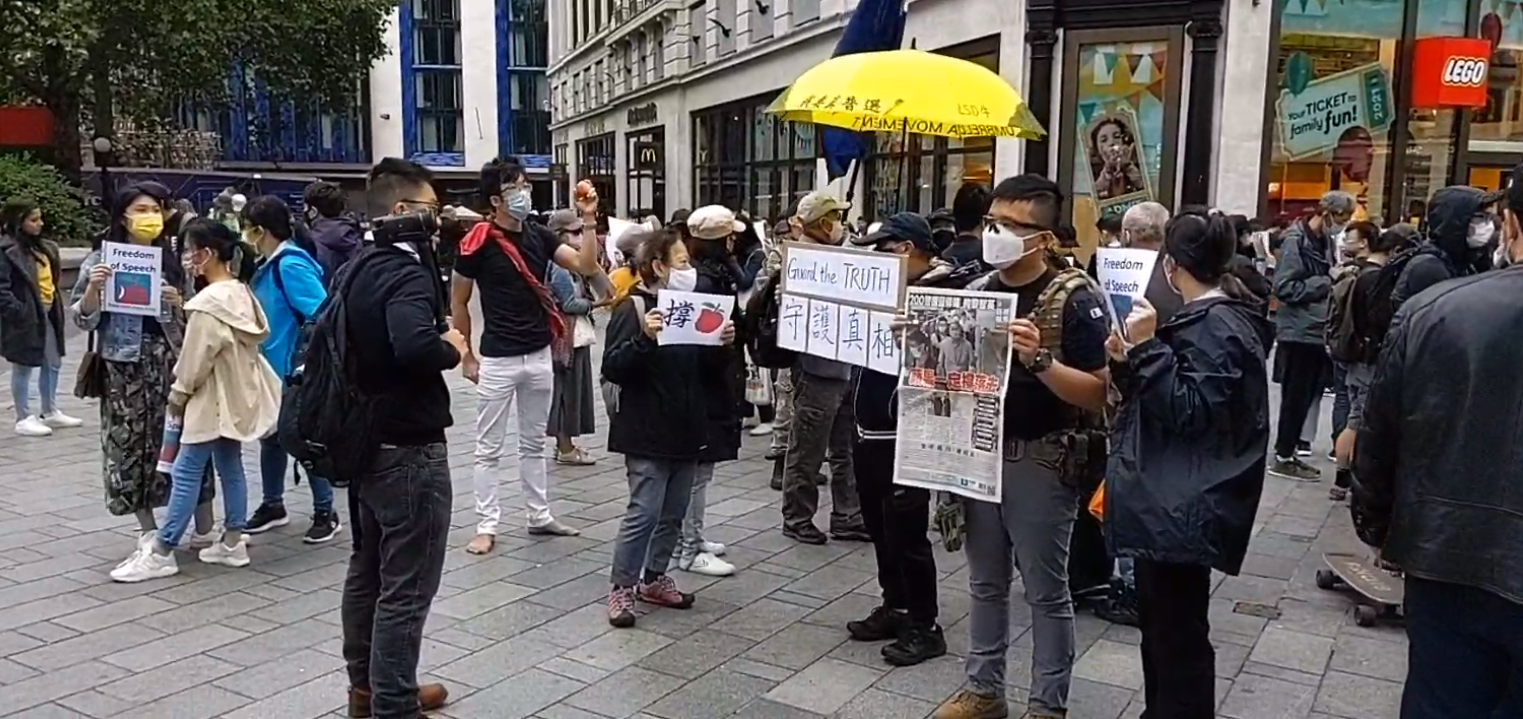
6月19日，英國倫敦萊斯特廣場有港人發起集會支持《蘋果日報》和新聞自由

2021年6月17日，警方國安處拘捕5名《苹果日报》董事，包括壹傳媒集團行政總裁張劍虹、營運總裁周達權、《蘋果日報》總編輯羅偉光、副社長陳沛敏及執行總編輯張志偉。他們涉嫌違反《香港國安法》第29條 「串謀勾結外國或境外勢力危害國家安全罪」，警方亦曾到被捕人的住所進行搜查。
同日，警方派出逾500名藍帽子警員及國安處警員，再度大舉搜查蘋果日報大樓。搜查令亦授予警方搜查包括新聞材料的權力，警員聲稱大樓是「犯罪現場」，要求大樓內所有人放下工作，並要求到地下空地或5樓員工餐廳。探員隨便翻查記者桌上的文件和電腦內的資料，當記者進行採訪拍攝亦被警員阻止。事後《蘋果日報》指38部屬編採部的電腦主機被警方檢走，內有大量新聞材料。不過員工仍然以私人和公司後備電腦照常工作，表示如常印刷報紙，並決定6月18日出刊的報紙加印至50萬份。
國安處高級警司李桂華表示，《蘋果日報》由2019年至今，至少有30篇文章的內容呼籲外國制裁中國和香港特區政府。同時指出保安局已經也依據《國安法》凍結蘋果日報、蘋果印刷及AD INTERNET COMPANY 3間公司資產，合共1,800萬港元。同日，有消息指政府引用凍結令，要求滙豐銀行和恒生銀行等七間銀行，不可處理該三間公司在銀行帳戶內財產，包括轉帳和協助融資等。同時要求《蘋果日報》指定時間內移除涉嫌呼籲外國制裁中國及香港特區文章。
同日中午，保安局局長李家超在政府總部見記者，他表示是次行動與一般正常新聞工作無關，指這些人涉及利用新聞工作做工具，做出危害國家安全的行為，呼籲其他新聞工作者要與《蘋果日報》保持距離。他更形容蘋果日報公司被凍結的財產是「黑錢」，被捕者為“罪犯”，市民不應「同流合污」，否則會付出沉重代價，以免後悔莫及。他指出警方會調查在公司內外任何人，參與、協助、教梭、資助他人參與危害國家安全的罪行，期望能搜集更多證據，向所有有關人士追究到底。有記者問及《蘋果日報》能否繼續營運，李家超表明會運用所有嚴厲措施和法律措施去依法打擊，重申危害國家安全是極嚴重罪行。而他亦表明不會公開涉案文章，也無直接回應訂閱《蘋果日報》是否違法。
事後，八個傳媒工會包括香港記者協會、香港攝影記者協會和壹傳媒工會等發出聯合聲明，表示事件讓業界引發恐慌，令傳媒及公眾擔心《港區國安法》被「武器化」。香港新聞行政人員協會亦發聲明表達「關注」，但聲明同時強調新聞工作者必須守法。美國，英國外相藍韜文和歐盟等西方國家亦先後發表聲明關注事件，反映北京利用《國安法》針對異見聲音，遏制香港的新聞自由和言論自由。其中，美國要求警方立即將《蘋果日報》及其母公司5名高層釋放，指出勾結外國勢力危害國家安全的指控是完全出於政治動機。
2021年6月19日，英國倫敦有港人發起兩個集會支持《蘋果日報》和新聞自由。下午1時許有近50人在萊斯特廣場集會，之後遊行至中國駐英國大使館。到下午2時30分，組織「港援 (Hong Kong Aid)」在中國駐英國大使館外舉行倒蘋果的活動，參與者將大批蘋果倒在領事館門外。集會結束後邀請參與者取回蘋果回家，餘下的蘋果會捐給當地社區組織。
到6月23日上午，警務處國家安全處在將軍澳區拘捕一名55歲中國大陸籍男子，消息指為《蘋果日報》社論「蘋論」主筆楊清奇，筆名李平。他被指涉嫌串謀勾結外國或境外勢力危害國家安全罪。浸大新聞系前助理教授杜耀明指出，現時寫政治評論的風險雖很大，但除非證明到有行動，以及勾結外國勢力，或與外國機構有聯繫者才行，如果「單純寫評論而致罪是以言入罪，好大的警號」。
6月27日，前《蘋果日報》英文版執行總編輯兼主筆馮偉光（筆名盧峯），晚上在香港國際機場準備前往英國時，被香港警方禁止出境及拘捕，涉嫌“串謀勾結外國或者境外勢力危害國家安全罪”。他到6月29日獲准保釋。消息指他的保釋金達20萬元、旅行證件被沒收。至今有13人因《國安法》被捕的人士與壹傳媒有關。
2022年11月22日，張劍虹、陳沛敏、羅偉光、林文宗、馮偉光，以及楊清奇都已認罪。張劍虹陳沛敏也將在黎智英案出席作證。而控方亦首次透露案情追溯至《港區國安法》生效前所發生的時間，指本案「主腦」黎智英從2014年雨傘運動開始，利用《蘋果日報》作為宣揚政治立場的平台，在2019年政府提出修訂《逃犯條例》、爆發「反修例運動」及疫情，發布多篇煽動性刊物，內容針對中共及港府、呼籲市民參與示威、煽動對警察的仇恨，及提倡「攬炒」等。2020年5月，黎智英指示《蘋果》增設英文版，尋求外國實施制裁。文章類型方面，接近五成為評論，包括由資深傳媒人區家麟、已故作家李怡的文章，以及「李八方」的「隔牆有耳」。控方又指，最後一期《蘋果日報》，描述市民到場道別，陳沛敏及林文宗繼續執行編採工作等，旨在顯示《蘋果》非法活動獲得支持。控方又引黎智英涉違國安案報道，指文章合理化其非法行為。特別是引述他還押期間有高血壓和牙痛問題、又提及他被拒保釋時，向子女展現的神情等﹐「旨在引起公眾對黎智英的支持和同情」。

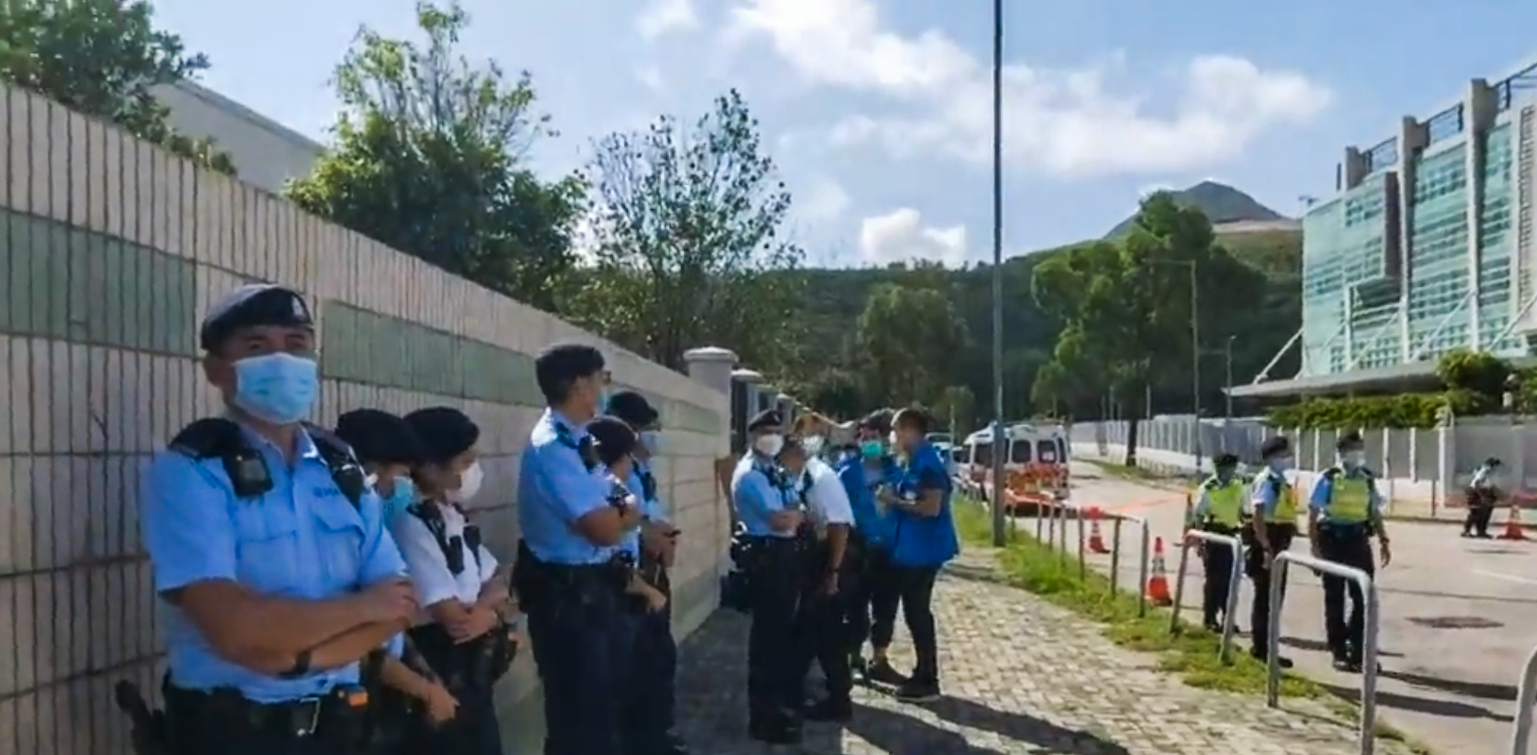
多名藍帽子警員在蘋果日報大樓外戒備
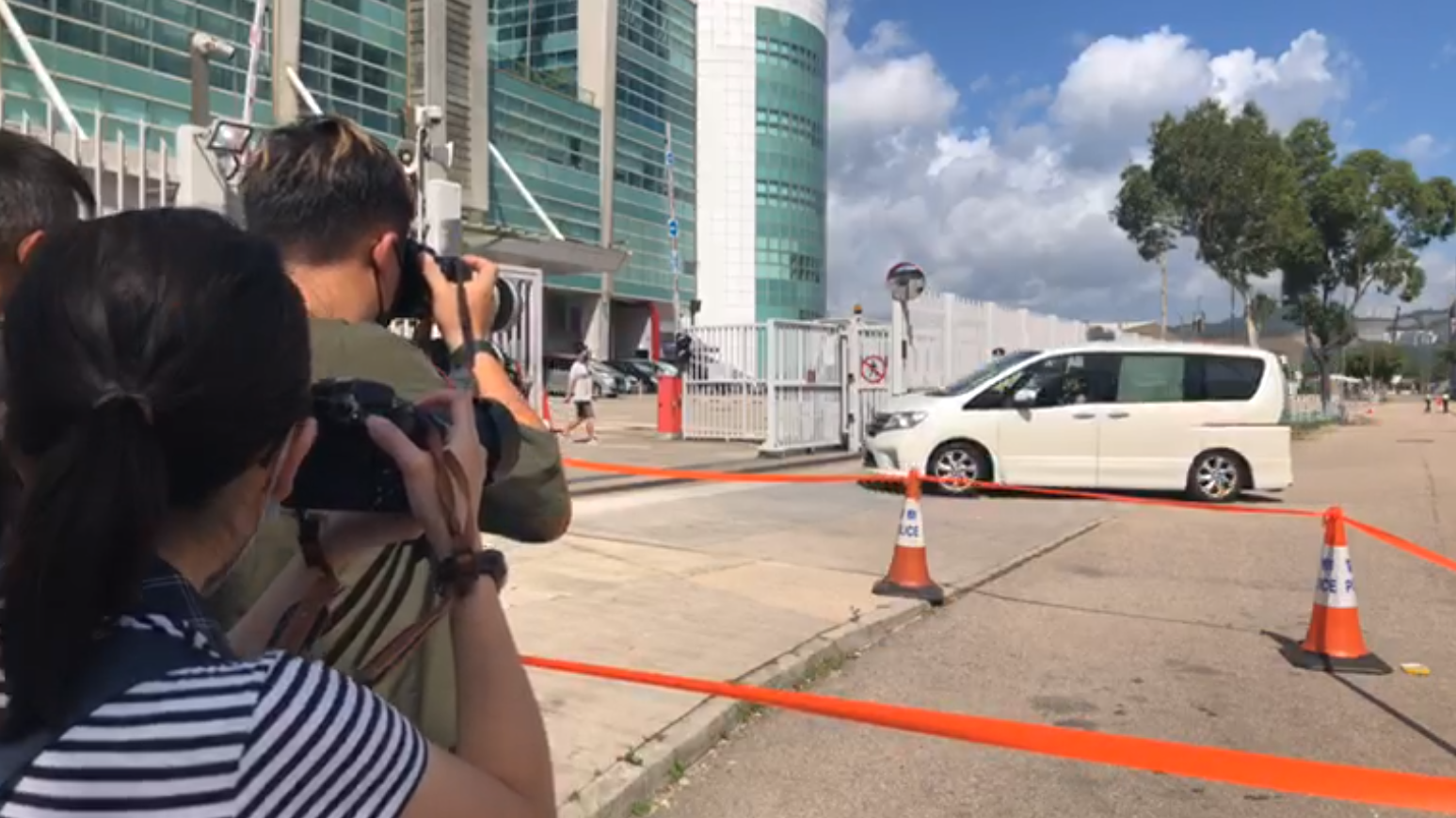
被捕的《苹果日报》董事由警方私家車到達大樓進行搜證
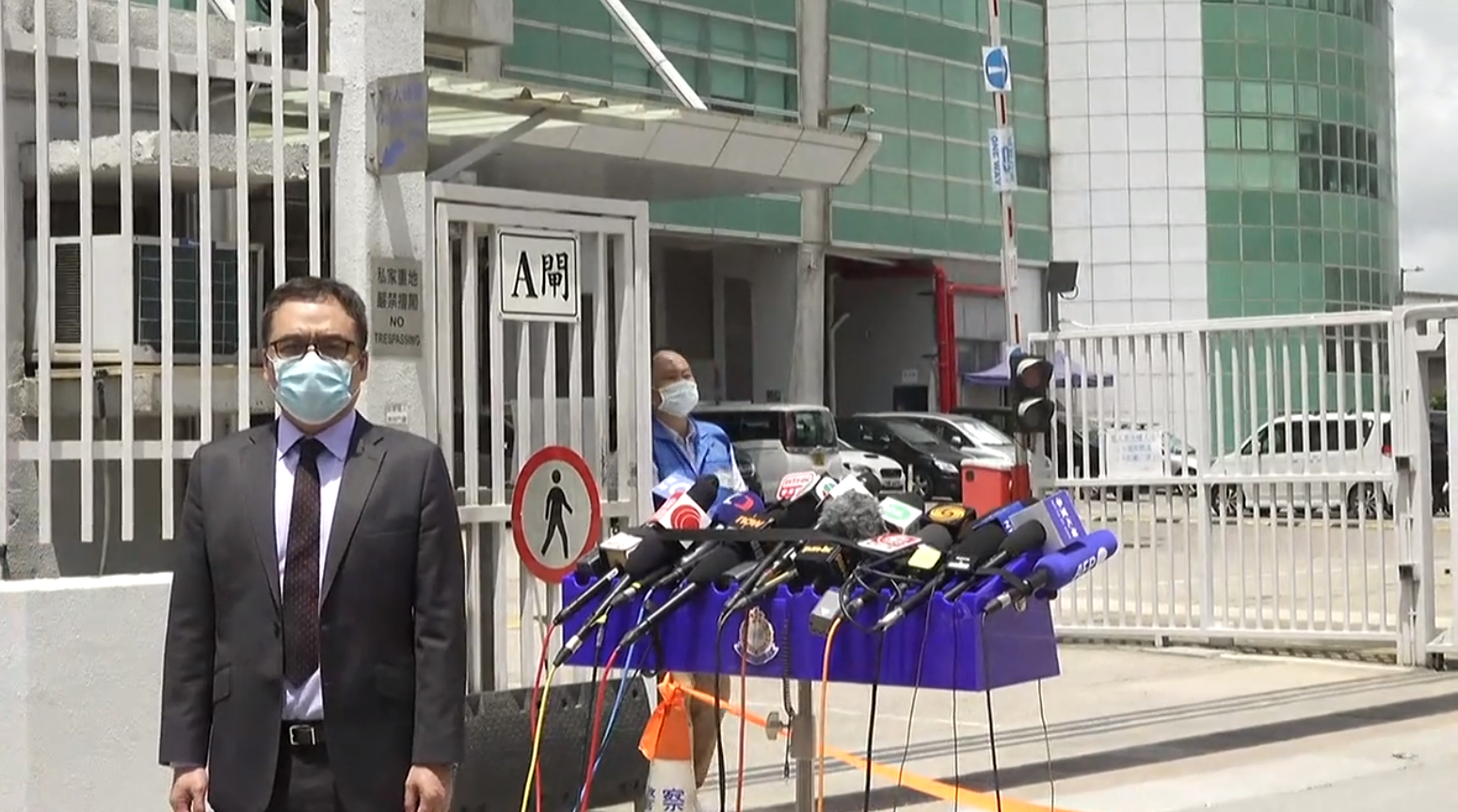
國安處高級警司李桂華在蘋果日報大樓外見傳媒
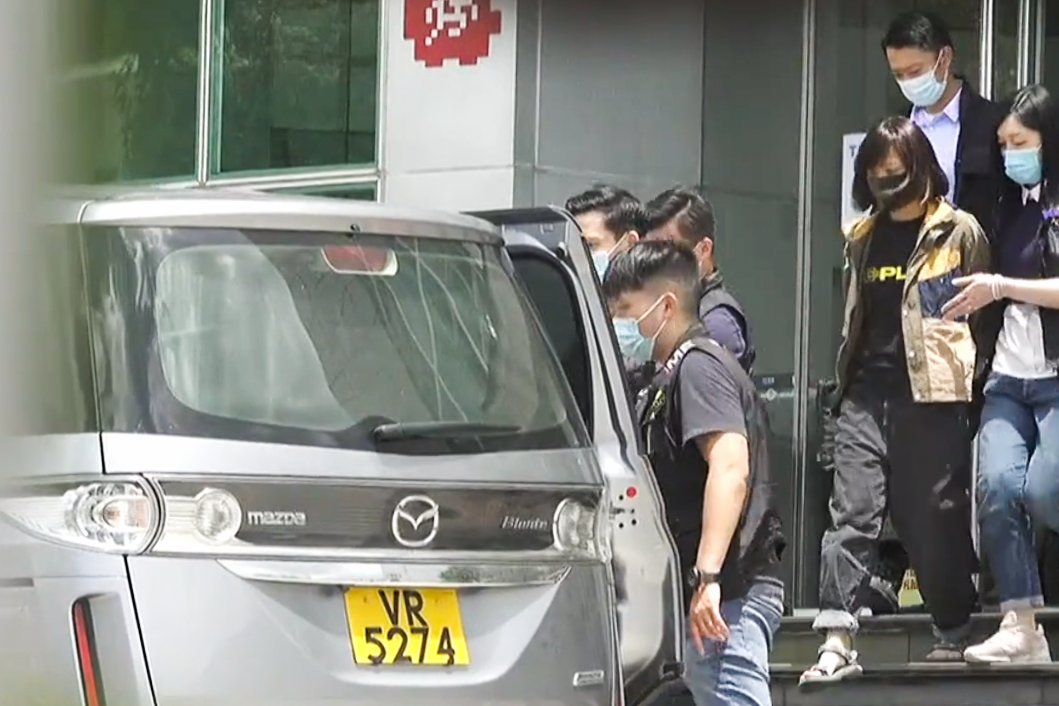
《蘋果日報》副社長陳沛敏與警員進行搜證後離開
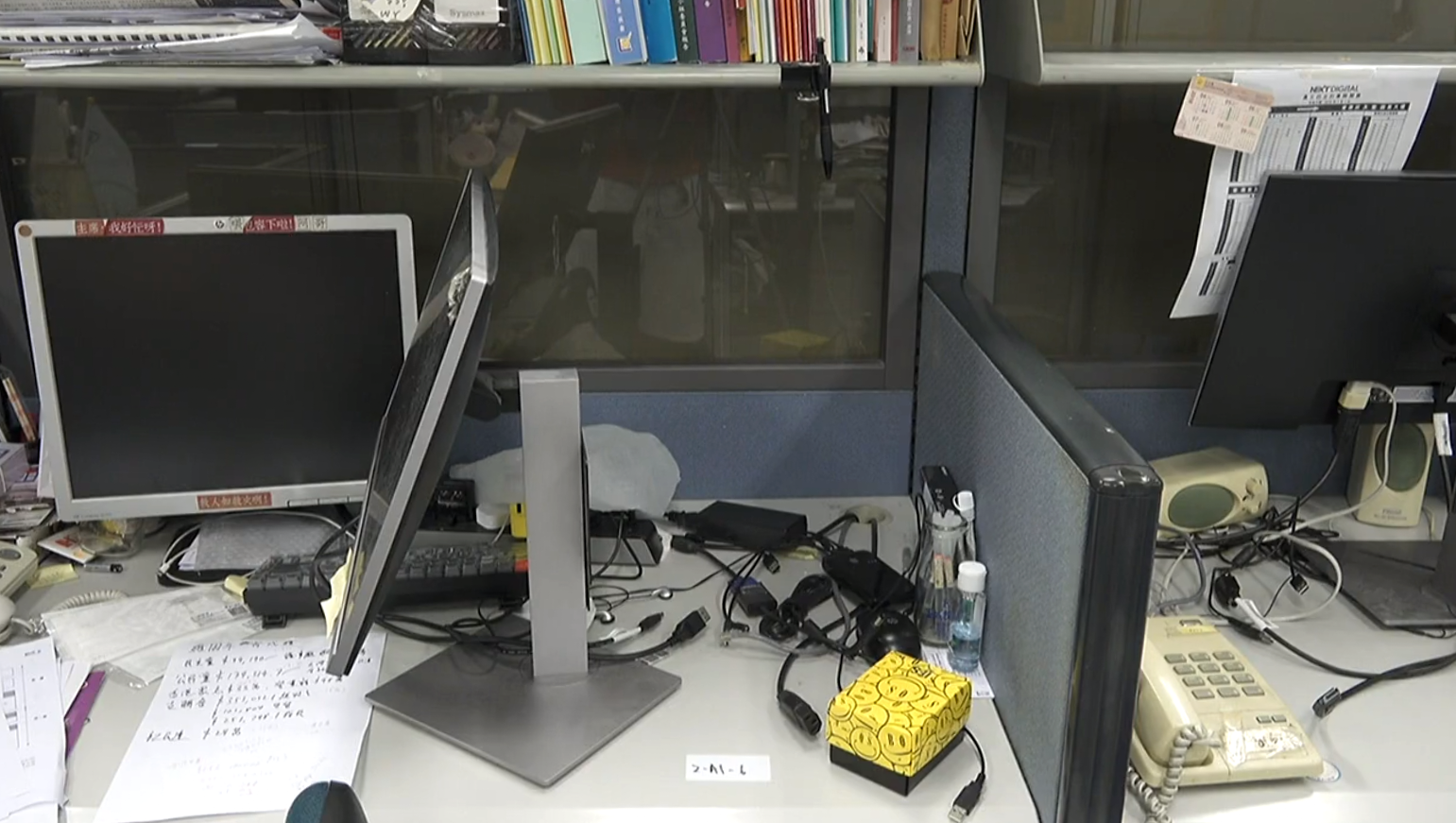
編採部的電腦主機被警方檢走，桌上只剩下電腦屏幕
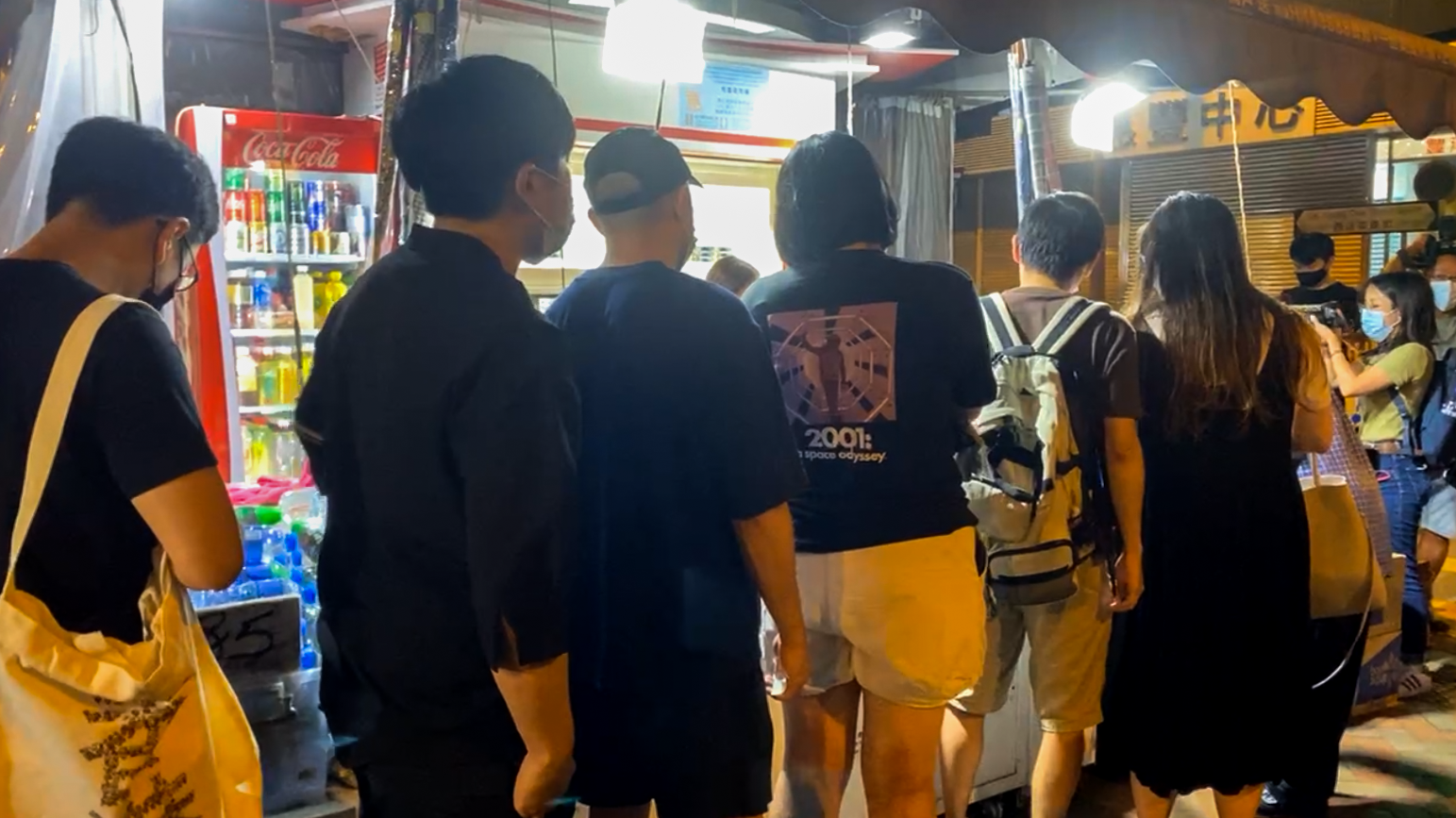
凌晨時分，旺角報攤有市民排隊買《蘋果日報》
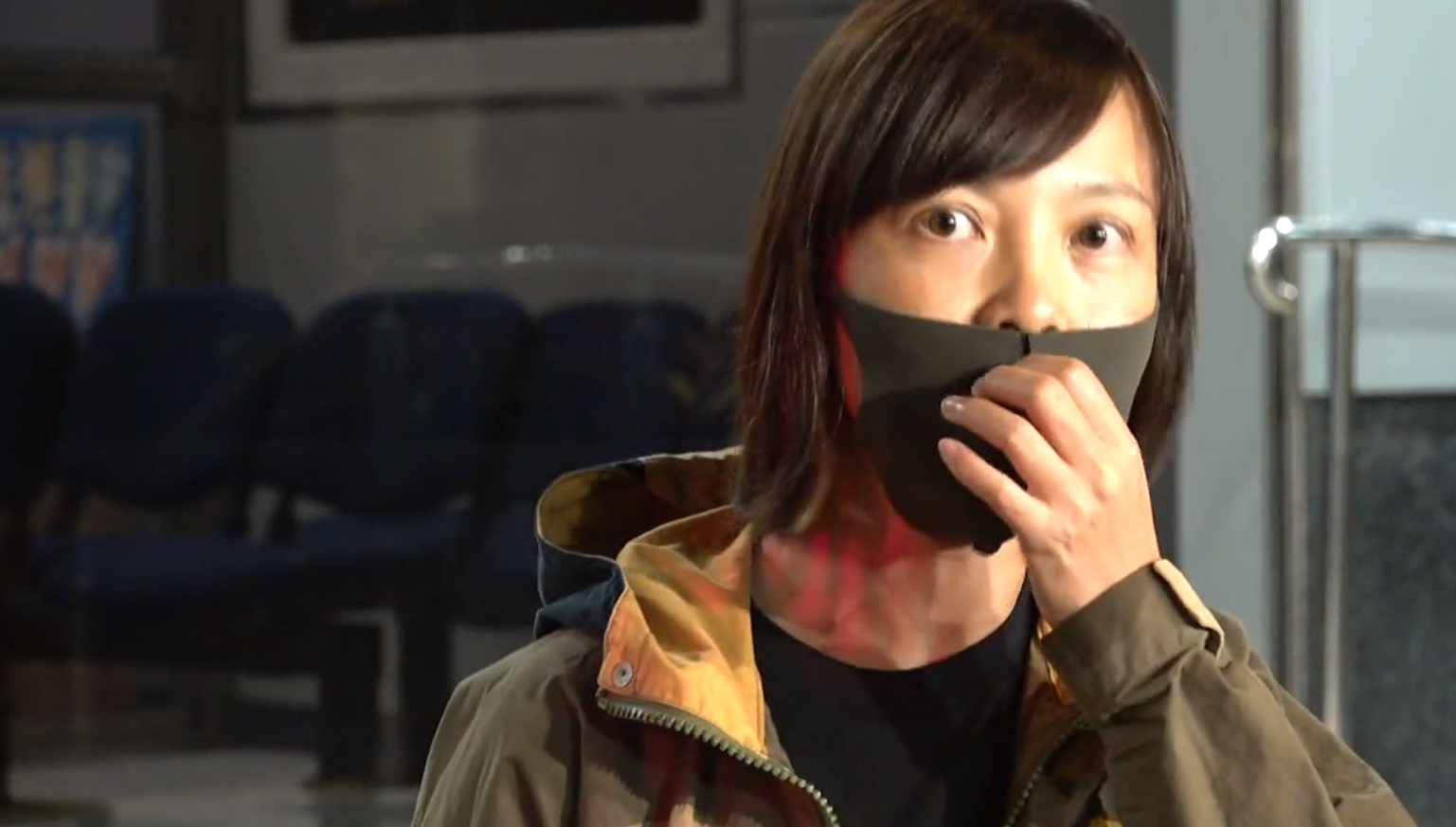
6月18日晚上，《蘋果日報》副社長陳沛敏獲准保釋

### 因資金凍結而停刊
2021年6月21日，据路透社報道，《蘋果日報》母公司壹傳媒創辦人黎智英的外籍顧問Mark Simon表示《蘋果日報》已沒有渠道取得資金，可能在數天內被迫終止運作。同時蘋果日報大部分員工已經離職。
同日下午，壹傳媒召開董事會議，表示如保安局拒絕解凍資金，《蘋果日報》將在6月25日最後出版，動新聞以6月25日晚上11:59為死線。不過到同日晚上，有消息人士卻表示蘋果日報及動新聞最快於星期三（6月23日）停運。而「9點半蘋果新聞報道」就提早到6月21日結束，由記者謝馨怡擔任的主播在節目最後感謝觀眾的支持，她亦感謝主播、編輯及幕後編導同事努力下在蘋果成就一個不可能的任務，並以「香港人珍重，有緣再會」作最後的總結。
最後一期「9點半蘋果新聞報道節目」在YouTube平台獲逾36,000觀看，一部分觀眾以「課金」表示支持。
6月22日凌晨，《蘋果日報》財經網上版在焦點新聞位置，以簡短啓事公佈停止更新的消息，當中未有詳述原因，謹稱「敬請各位讀者見諒」。至於《蘋果日報》的網上版英文報道亦與同日以簡短啟示宣佈停止更新。
有在《蘋果日報》工作的記者接受傳媒訪問時對公司決定感無奈，同時對未來繼續做記者的決心有所動搖。而有在副刊工作20年的記者更表示心情惡劣。亦有讀者專程到將軍澳壹傳媒大樓外拍照留念，對即將停刊感到非常可惜，並指出「歷史自有公論」。
有個別報攤老闆亦表示對《蘋果日報》不捨得，指出沒有了《蘋果日報》可能對營業額造成負面影響。有市民亦直言，《蘋果日報》停刊後不會再看報紙。
香港中文大學新聞與傳播學院高級講師陳惜姿向BBC表示：「《蘋果日報》的出現是體現香港的自由，現在《蘋果日報》終於都沒有了，這意味原來已經容不下反對聲音，說好的『一國兩制』，必然令人大失信心。」而中大新聞與傳播學院教授蘇鑰機表示《蘋果日報》實體報紙和網上平台佔香港讀者市場超過一半份額，結業後恐怕沒有媒體能表達他們的聲音。他同時相信民間激烈的反對聲音，日後很難在報業中生存。
2022年6月23日為《蘋果日報》停刊一周年，有十多名前員工重遊位於將軍澳的總部，舉起手提閃光燈紀念。而大樓欄杆外有人放下燈牌。到晚上9時，約50名機動部隊警員到場，要求記者出示記者證及身份證，並在大樓外巡邏。警方稱收到舉報指現場有人聚集。

### 鼓勵學生上街遊行
2025年2月11日，控方呈交了2019年4月27日黎智英與陳沛敏之間的訊息對話。控方據此指控黎智英曾指示其下屬利用《蘋果日報》作為宣傳工具，旨在激發更多所謂的「聯署學生」參與抗議活動。針對上述指控，黎智英表示認可，並承認曾在訪談節目中形容「這麼多年來我們是反共的」、「我們是反對派的報紙」。
2025年2月12日，黎智英同意「聯署學生」可包括中學生及大學生，並希望鼓勵更多學生參與「6.9大遊行」，並再度確認「一人一相」行動目的是希望更多中學生及大學生參與「6.9 大遊行」。

## 爭議事件

### 被指新聞娛樂化及不客觀報道
《蘋果日報》頗多以八卦新聞作為頭條報導，且往往以顯著篇幅刊登圖片作報導，這個特色讓部分人對蘋果日報持反感態度，認為該報傾向着重市場口味，渲染色情、暴力或奇聞異事，某些照片對報導人物並不尊重，又常以連環插圖，鉅細無遺地重現罪案或意外的流程，令新聞走向動漫化，因此被一般保守社會及親建制派人士批評報道譁眾取寵、煽動社會情緒，有失大報中肯、公正、客觀的應有水準。部分親建制派人士及團體經常批評《蘋果日報》煽動和「抹黑」他們。
2013年4月，《蘋果日報》高層張劍虹一度提出用網站點擊率分花紅（點擊率獎勵計劃），引起內部爭議，反對一方擔心此舉會令新聞報道比以往更娛樂化和惡俗化，有資深記者在網上發表〈求真 不是求hit rate 請勿踐踏記者尊嚴〉文章反駁高層建議。雖然方案最後不了了之，但有評論認為《蘋果》為求滿足年輕網民，部份報道以廣告形式包裝，如談情、戀愛、手機情報、電子遊戲新聞以及《蘋果日報》自家「動漫畫」在港聞版刊登，以往關注，影響大眾的政治及民生新聞篇幅比例被指將會大幅下降。重要的政治議題仍舊放在頭版。
《蘋果日報》、《東方日報》和《太陽報》都一同被人視為是具小報特色的報章。2013年針對傳媒公信度的調查顯示，《蘋果日報》所得分數並不高，於21份報章中的公信力排名是第17名，排名尾四，其媒体公信度仅排在两家亲中媒体《大公报》和《文汇报》之前。

### 引入狗仔隊文化
《蘋果日報》雖然為香港傳媒行業帶來翻天覆地改變，但亦陷入傳媒道德的爭議，《蘋果》引入「狗仔隊」文化，將不少明星不為人知的事件，甚至日常生活與私隱揭露人前，影響藝人的私生活外，也使社會大眾對新聞行業留負面印象。《蘋果日報》創刊初期定位為小報，內容不少為風月版、偷窺走光等。在開報初期，曾派出狗仔隊駐守餐廳、寓所門外，等候藝人出現時偷拍，1995年7月10日，香港演藝人協會發起「72小時封嘴行動」，抗議狗仔隊報道手法。

### 醜化廣西人爭議
2014年6月29日，壹傳媒發佈自製視頻《深圳都無得住 廣西港人排隊惹混亂》，對廣西人進行大肆醜化，引發中國大陸輿論對壹傳媒的強烈不滿。

### 有償新聞爭議
1998年，《蘋果日報》登出陳健康事件中主角陳健康北上尋歡照片，成為10月24日蘋果日報的獨家頭條新聞。《蘋果日報》社長羅燦承認，記者採訪完畢後，曾給予陳健康及3名朋友5000元。事件引起爭議，蘋果日報創辦人黎智英於11月10日以頭版全版篇幅刊登公開道歉啟事。

### 失實報導爭議
《蘋果日報》在1998年10月17日頭版的一篇新聞被指失實，誤指一名女律師挾款失蹤。《蘋果日報》在次日刊登道歉啟事。該名女律師後來向法院提出誹謗訴訟，香港高等法院在2001年判決《蘋果日報》需要向原告賠償超過320萬港元。
2012年，《蘋果日報》刊出報導，指出「碌雞蛋合乎去瘀原則」，並透過引述醫生說法試圖證明這段報導。但報導刊出後，有關醫生否認受訪時有報導所指內容，更不解其記者為何要曲解其意思。
2013年，《蘋果日報》刊出報導指行政會議成員林奮強在一個閉門研討會中說出「完全歧視新移民」之言論。而林及後隨即反駁，並公開播出一份錄音，指對「某一傳媒」的報道「深表遺憾」。事後，總編輯張劍虹承認報道出錯，向林奮強道歉，並於網頁抽起相關報道，明報記者嘗試聯絡張劍虹未獲回覆，更於道歉後發現其報章之手機應用程式仍能取閱有關出錯報道。
香港行政長官梁振英於2013年8月初出席公眾活動指控《蘋果日報》8月2日報道的標題「林奮強辭職 梁班子又倒一個」是「有違事實」、「不公」和「反智」。《蘋果日報》總編輯張劍虹對此不作評論。記協主席岑倚蘭認為梁有自由批評，但是否基於事實市民自行判斷，認為傳媒工作者只要基於事實報道，當權者的批評不會構成壓力。此外，《蘋果日報》報導指梁振英親自或透過「梁粉」，向商界及旅遊界明示或暗示，不應在《蘋果》賣廣告。報導中多處提及的「政界人士」、「商界」、「業界」、「據了解」等，未有具體的消息來源。港人講地報導指，作為旅遊界代表之一的東瀛遊執行董事禤國全接受訪問時就表示，自己未曾受壓禁止在部分報章落廣告。
2014年10月6日，《鳳凰衛視》報導有1300人在《蘋果日報》所屬的壹傳媒集團總部大樓門口示威集會，抗議少數香港媒體煽動學生參與罷課和佔領中環集會，以及對有關反佔中行動的失實報導。 這批沒有事先申請不反對集會遊行通知書的非法集會參與者手持“強烈譴責蘋果日報，還我公道，還我聲譽”的藍色橫幅，高喊“反中亂港，歷史罪人，教壞學生，煽動佔中”和“蘋果日報，偏頗報導，顛倒黑白，誤導民眾”等標語，不滿《蘋果日報》報導指新界有所謂的背景人士在大埔及上水以金錢利益召集他人參與反佔中行動，抗議他們失實報導。但另一方面，有人質疑示威者在大樓門口設置檢查站，檢查每一輛進出的貨車，是否違反香港基本法第廿七條和香港人權法案條例第十六條所保護的言論自由和出版自由。及後蘋果日報向香港高等法院申請禁制令獲法庭受理，而法庭為保護香港出版自由而即日發出禁制令。
2019年6月30日，《蘋果日報》刊出報導指前港鐵主席馬時亨與嘉華國際董事總經理呂志和曾結伴外遊，指疑涉利益衝突。馬時亨就該篇失實報道，向《蘋果日報》發出律師信。其後，《蘋果日報》於7月11日在網上發聲明回應，對該報道引起誤會或可能引起其他不實傳言，向馬、呂二人致歉。

### 被控藐視法庭
2013年3月17日，大角咀發生一宗兇殺案，疑犯周凱亮被控謀殺。正當案件進入司法程序後，《蘋果日報》及同集團旗下《爽報》在3月20日刊登疑犯被羈押期間的訪問，內容涉及案情與犯案動機。相關兇殺案的報道涉及藐視法庭，引起警方高度關注，警務處處長曾偉雄更表示向律政司尋求指示待進一步行動。
2013年5月23日，《蘋果日報》和《爽報》總編輯分別收到律政司的發信，限令兩報於14日內作書面解釋；兩報則要求將限期延長多21天。7月30日，律政司正式入稟高等法院要求法庭向兩報的出版公司和總編輯發出「交付羈押令」。
2015年9月，蘋果日報有限公司、爽報有限公司及該兩份報紙在案發時的總編輯在高等法院分別被判罰款25萬港元、15萬港元、9萬港元及6萬港元。

### 涉嫌擅取同業新聞材料
東方報業集團指責《蘋果日報》及網站在過去23年來，多次擅取其新聞相片作報道之用，東方透過律師去信蘋果日報及關聯公司要求道歉及賠償，最終該兩間公司向東方賠償港幣2萬元。

### 洩露示威者信息
2019年11月19日在香港理工大學衝突期間《蘋果日報》對香港理工大學內示威者透過下水道出逃進行了報導。「幫港出聲」稱，經蘋果日報報導後，警方於理大周邊及紅磡的所有下水渠口伏擊，其中6人在暢運道橋底被捕，涉暴動罪和協助罪犯。被捕的6人中包括「熱血公民」副主席鄭錦滿。隨後，「熱血公民」主席鄭松泰於20日在其臉書發文大罵蘋果日報。為此，該報總編輯羅偉光21日凌晨撰文稱「我們關心的是他們安危，祈求他們盡快脫險」，有關新聞也暫時下架。但21日所發行的報紙上刊登出242名被暫控「參與暴動」等罪的示威者名單，并列出個人信息。對此《熱血時報》創辦人黃洋達在其臉書上稱「別人在離開法院時都遮擋面部怕被起底，你就整個‘義士名冊’，曬出人名、年齡、職業！」。

### 亨特·拜登調查報告風波
2020年美國總統選舉期间，美国全国广播公司報導，一份虚假“情报”文件在美国网络流传，内容称候选人乔·拜登及其儿子亨特·拜登在中国有生意，使得拜登容易受到中華人民共和國政府的控制。原始发布者克里斯托弗·巴尔丁（Christopher Balding）指，该文件由香港《苹果日报》委托撰写，作者身份实为虚构。香港及台灣《蘋果日報》其後先後回應指沒有委託巴爾丁撰寫報告。拥有《苹果日报》的壹传媒创始人黎智英則表示自己不知情，但承認自己的助手马克·西蒙（Mark Simon）有参与此事，其使用的资金由黎的私人公司提供。事后，马克·西蒙发文道歉并宣布辞职。

## 評價

### 正面
根據香港中文大學傳播與民意調查中心在2014年1月發表的2013傳媒公信力調查，《蘋果日報》得4.98分排第17位，輕微高於排第18位、得4.94分的《新晚報》。
2016年一項來自香港中文大學的調查結果顯示，大學生認為最受市民喜愛的新聞機構中，蘋果日報的喜愛程度屬中等偏高，立場偏本土。
2019年同一個由中大進行的新聞公信力調查，蘋果日報成為是次調查中，唯一公信力有所提升的報紙，在收費報紙中僅次《南華早報》和《明報》。

### 負面
長和集團主席李嘉誠於2017年業績記者會趁蘋果日報記者提問時公開批評「不要再造謠啦！」。
臉書專頁「新聞噏乜9」指出蘋果日報是連續於2016年及2017年間被找出最多錯處的香港媒體。
中国大陆媒体如《人民日報》及《观察者》多次以“毒苹果”称呼苹果日报，譴責其為無良媒體，並批判其缺乏中立性，肆意造谣破壞香港新聞業操守，與極端激進分子、西方政客狼狽為奸，不斷造謠煽惑，發出顛倒黑白、混淆是非的言論，為激進暴力份子撐腰打氣，以及抹黑香港警隊。並認為「毒蘋果」必將自食惡果。

### 其他
路透新聞研究院與英國牛津大學2021年6月發表年度研究報告，委託YouGov在香港訪問1,501人。結果49%受訪者表示《蘋果日報》的報道可信，在15個被納入調查範圍的香港傳媒中排行第10，排名高於無綫新聞、《東方日報》及香港01，但低於有線新聞、《星島日報》及《明報》等。認為不可信的則有30%。

## 獎項及榮譽
雖然《蘋果日報》普遍被視為是有爭議的報紙，但其部分報導也得到了國際認可和肯定。以下是2020年蘋果日報在亞洲和國際新聞的成就。

### 2020 人權新聞獎
| 獎項類別              | 參賽作品                                                                                              | 獎項   |
| --------------------- | --- | ------ |
| Multimedia (Chinese)  | Land of Prisons（页面存档备份，存于）                                                                 | 大獎   |
| Breaking News Writing | After Effects of Tear Gas Grenades in the Anti-Extradition Bill Movement Series（页面存档备份，存于） | 優異獎 |

### 2020 SOPA Awards
| 獎項類別                                                       | 參賽作品 | 獎項     |
| -------------------------------------------------------------- | --- | -------- |
| Excellence in Reporting on Women’s Issues (卓越女性議題報道獎) | 【現實版淪落人】印傭照顧失智症婆婆8年 放假帶埋出街拍片記錄生活「佢係我第二個嫲嫲」個嫲嫲」Still human in real life（页面存档备份，存于） | 決賽入圍 |
| Excellence in Video Reporting (卓越視頻報道獎)                 | 「壞人」親口揭示 中共社會信用評分系統 A dialogue with China’s Orwellian Social Credit System                                             | 決賽入圍 |
| Excellence in Business Reporting (卓越經濟報道獎)              | 樓市怪現象 Opaque practice of sale by tender of new residential project                                                                  | 決賽入圍 |
| The Scoop Award (獨家新聞獎)                                   | 新股風暴系列 Mysterious IPO Vetting Channel Triggers HKEx Corruption Scandal（页面存档备份，存于）                                       | 決賽入圍 |

### 2021 SOPA Awards
| 獎項類別             | 參賽作品                                                                                    | 獎項 |
| -------------------- | ------------------------------------------------------------------------------------------- | ---- |
| 卓越藝術及文化報導獎 | 低慾望聖誕｜不拍拖不旅行不消費 90後低慾望男月用$3000 五年儲80萬：努力還是悠閒地過結果都一樣 | 金獎 |

## 外部連結
- 香港蘋果日報官方網站（页面存档备份，存于）
- 果靈聞庫 （页面存档备份，存于）（有隱去報導中之記者署名）
- 蘋果日報 圖文拷貝版 (20020101~20210622) （页面存档备份，存于） （IPFS CID Qmdig4NtBTbUiw9KRri83Warmrp4f5PFFFZMoQUwqXuNbZ）
- 蘋果日報 HK Apple Daily - YouTube (From 2012 to 2021) BT Torrent （页面存档备份，存于） （3,715 videos | 307.67 GB）